# Albertville
Pour les articles homonymes, voir Albertville (homonymie).
Albertville est une commune française située dans le département de la Savoie en région Auvergne-Rhône-Alpes.
La ville tient son nom de Charles-Albert de Savoie-Carignan, roi de Piémont-Sardaigne et fondateur de la ville dans la première moitié du XIXe siècle.
Située au cœur des Alpes, la commune se trouve à la confluence de l'Isère et de son affluent l'Arly, marquant également la jonction des vallées de la Tarentaise, du Beaufortain et du val d'Arly, en amont de la combe de Savoie. Cette situation géographique lui vaut actuellement le surnom de Carrefour des Quatre Vallées. Sa situation géographique et ses atouts montagnards permirent à la ville d’accueillir les XVIe Jeux olympiques d'hiver de 1992 même si la plupart des épreuves se déroulaient dans les nombreuses stations alentour.

## Géographie

Représentations cartographiques de la commune
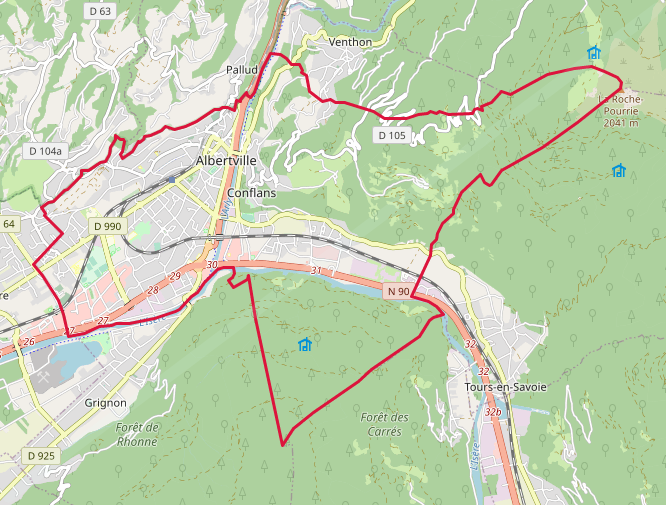
Carte OpenStreetMap.
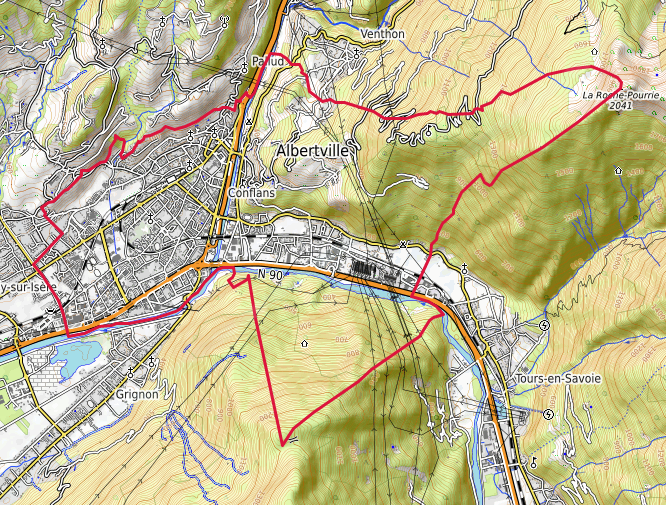
Carte topographique.

### Localisation
La commune d'Albertville se trouve aux portes de plusieurs vallées alpines du département de la Savoie. Elle est en effet située à la limite de la Tarentaise, du Beaufortain et du val d'Arly, en amont de la combe de Savoie.
Albertville s'est développé sur le cours de la rivière Arly, avant sa jonction avec l’Isère, situé en partie au sud-ouest de la commune. Les massifs alentour sont pour leur part les Bauges (à l'ouest), le Beaufortain (au nord), la Lauzière (au sud) et le Grand Arc.
Les sommets observables depuis Albertville sont la Belle Étoile, la dent de Cons, le roc Rouge ou la Négresse, la roche Pourrie, le Mirantin, la pointe de la Grande Journée et la chaîne du Grand Arc.

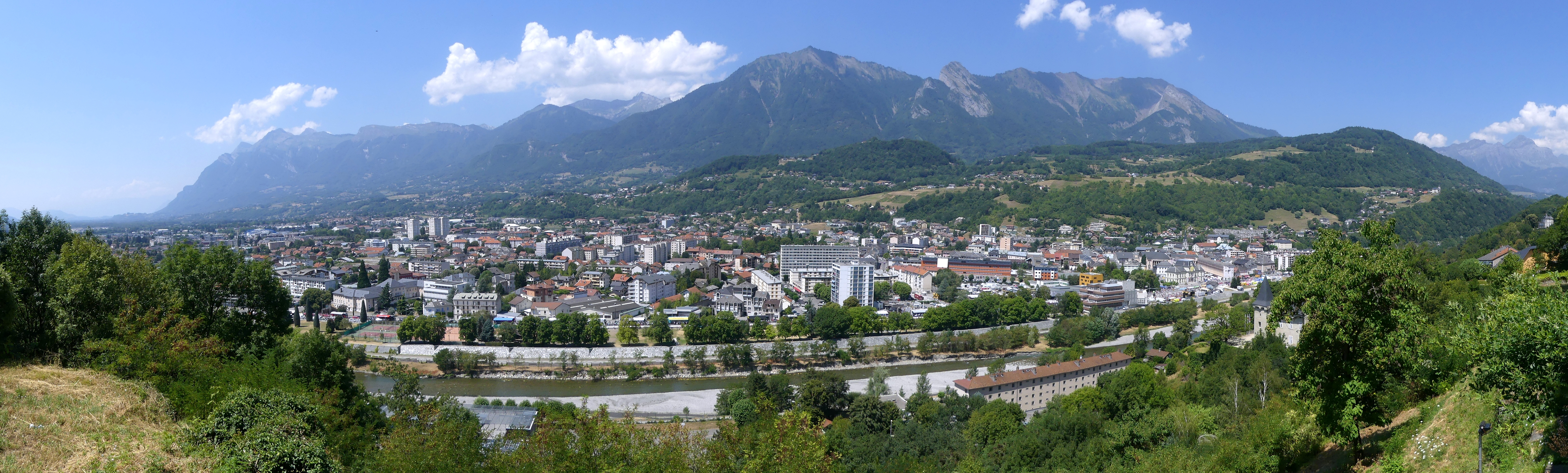
Panorama d'Albertville et du massif des Bauges, depuis la cité médiévale de Conflans.

### Communes limitrophes
Les communes limitrophes d’Albertville sont Venthon et Queige dans le Beaufortain, Pallud, Mercury, Gilly-sur-Isère et Grignon dans la combe de Savoie, et Esserts-Blay et Tours-en-Savoie. On peut également énumérer comme cités voisines : Ugine (dans le val d’Arly) et La Bâthie (en Tarentaise).
| Pallud          | Pallud      | Venthon Queige  |
| Mercury         | Albertville | Tours-en-Savoie |
| Gilly-sur-Isère | Grignon     | Esserts-Blay    |

### Climat
Pour des articles plus généraux, voir Climat d'Auvergne-Rhône-Alpes et Climat de la Savoie.
En 2010, le climat de la commune est de type climat des marges montargnardes, selon une étude du Centre national de la recherche scientifique s'appuyant sur une série de données couvrant la période 1971-2000. En 2020, Météo-France publie une typologie des climats de la France métropolitaine dans laquelle la commune est exposée à un climat de montagne ou de marges de montagne et est dans la région climatique Alpes du nord, caractérisée par une pluviométrie annuelle de 1 200 à 1 500 mm, irrégulièrement répartie en été.
Pour la période 1971-2000, la température annuelle moyenne est de 10,7 °C, avec une amplitude thermique annuelle de 19,3 °C. Le cumul annuel moyen de précipitations est de 1 445 mm, avec 10,2 jours de précipitations en janvier et 9 jours en juillet. Pour la période 1991-2020, la température moyenne annuelle observée sur la station météorologique de Météo-France la plus proche, « Gilly sur Isère », sur la commune de Gilly-sur-Isère à 4 km à vol d'oiseau, est de 11,4 °C et le cumul annuel moyen de précipitations est de 1 353,7 mm,. Pour l'avenir, les paramètres climatiques de la commune estimés pour 2050 selon différents scénarios d'émission de gaz à effet de serre sont consultables sur un site dédié publié par Météo-France en novembre 2022.
| Mois                                  | jan.           | fév.          | mars            | avril           | mai             | juin         | jui.           | août           | sep.            | oct.            | nov.          | déc.          | année    |
| ------------------------------------- | -------------- | ------------- | --------------- | --------------- | --------------- | ------------ | -------------- | -------------- | --------------- | --------------- | ------------- | ------------- | -------- |
| Température minimale moyenne (°C)     | −2,8           | −2,1          | 1,5             | 4,5             | 8,7             | 12,3         | 14             | 13,8           | 10,2            | 6,2             | 1,2           | −1,9          | 5,5      |
| Température moyenne (°C)              | 1,7            | 3,3           | 7,8             | 11,3            | 15,3            | 18,9         | 20,7           | 20,5           | 16,4            | 12              | 6,1           | 2,3           | 11,4     |
| Température maximale moyenne (°C)     | 6,3            | 8,8           | 14,1            | 18              | 21,8            | 25,4         | 27,5           | 27,1           | 22,7            | 17,7            | 10,9          | 6,5           | 17,2     |
| Record de froid (°C) date du record   | −24 06.01.1985 | −19 05.02.12  | −10,5 01.03.05  | −4,3 01.04.1987 | −1,4 01.05.1984 | 0,8 01.06.06 | 4,9 05.07.1984 | 3,4 31.08.1995 | −1,4 26.09.02   | −6 30.10.1997   | −15 27.11.05  | −16 24.12.01  | −24 1985 |
| Record de chaleur (°C) date du record | 16,9 31.01.20  | 23 24.02.1990 | 26,2 22.03.1990 | 29,6 21.04.18   | 33,1 24.05.09   | 36 30.06.03  | 38,3 07.07.15  | 39 13.08.03    | 33,2 16.09.1986 | 29,8 03.10.1985 | 23,3 12.11.18 | 19,6 17.12.19 | 39 2003  |
| Précipitations (mm)                   | 135,9          | 105,8         | 108             | 92,7            | 109,1           | 104,8        | 100,3          | 107,5          | 97,3            | 109             | 125,5         | 157,8         | 1 353,7  |

## Urbanisme

### Typologie
Au 1er janvier 2024, Albertville est catégorisée centre urbain intermédiaire, selon la nouvelle grille communale de densité à sept niveaux définie par l'Insee en 2022.
Elle appartient à l'unité urbaine d'Albertville, une agglomération intra-départementale regroupant 17  communes, dont elle est ville-centre,,. Par ailleurs la commune fait partie de l'aire d'attraction d'Albertville, dont elle est la commune-centre,. Cette aire, qui regroupe 30 communes, est catégorisée dans les aires de 50 000 à moins de 200 000 habitants,.

### Occupation des sols
L'occupation des sols de la commune, telle qu'elle ressort de la base de données européenne d’occupation biophysique des sols Corine Land Cover (CLC), est marquée par l'importance des forêts et milieux semi-naturels (50,6 % en 2018), en diminution par rapport à 1990 (53,8 %). La répartition détaillée en 2018 est la suivante :
forêts (49,7 %), zones urbanisées (26,6 %), zones industrielles ou commerciales et réseaux de communication (11,5 %), zones agricoles hétérogènes (5,9 %), prairies (2,6 %), espaces verts artificialisés, non agricoles (2 %), milieux à végétation arbustive et/ou herbacée (0,9 %), eaux continentales (0,8 %).
L'IGN met par ailleurs à disposition un outil en ligne permettant de comparer l’évolution dans le temps de l’occupation des sols de la commune (ou de territoires à des échelles différentes). Plusieurs époques sont accessibles sous forme de cartes ou photos aériennes : la carte de Cassini (XVIIIe siècle), la carte d'état-major (1820-1866) et la période actuelle (1950 à aujourd'hui).

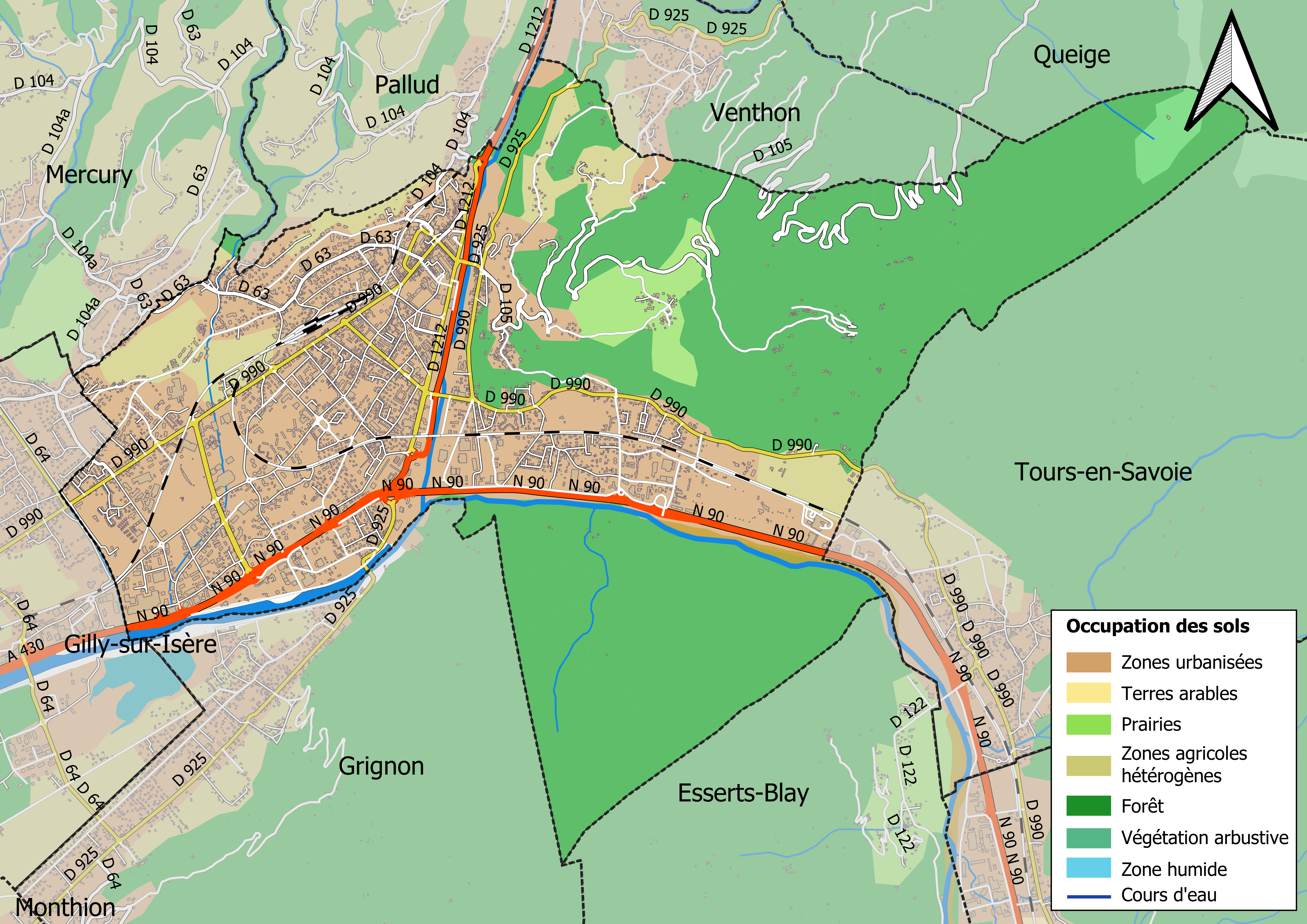
Carte des infrastructures et de l'occupation des sols en 2018 (CLC) de la commune.
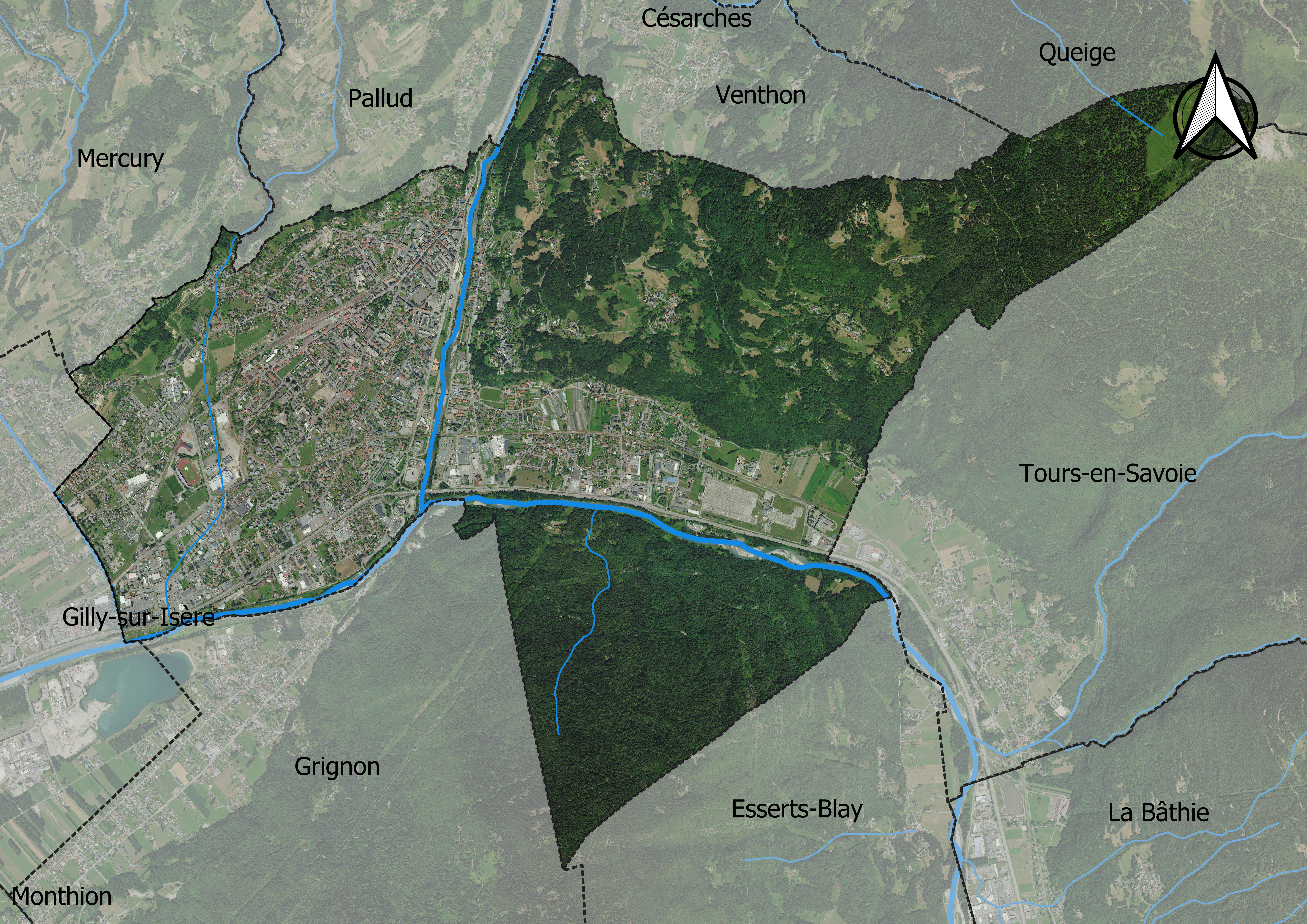
Carte orthophotogrammétrique de la commune.

#### Les conditions naturelles
Albertville est en position de carrefour. La direction nord-est sud-ouest correspondant à la vallée de l’Isère et de son affluent l’Arly est l’axe majeur de la circulation intra-alpine : les géographes l’ont dénommé à juste titre Sillon alpin. Perpendiculairement à cet axe, vers le sud-est la vallée de l’Isère conduit au cœur de la Tarentaise et à l’Italie par le col du Petit-Saint-Bernard. Vers le nord-ouest, deux voies sont ouvertes en direction d’Annecy et de Genève : celle du col de Tamié à seulement 907 mètres a été historiquement préférée au détour par Ugine. Cette situation est encore valorisée par la discrète poterne qui donne accès au Beaufortain. Ce privilège géographique appelait un développement urbain. Cependant, Albertville a tardé à s’imposer comme la capitale de la Tarentaise car il était nécessaire de mettre la plaine à l’abri des inondations.
Le noyau de peuplement le plus ancien correspond à la butte de Conflans, éperon à l’extrême pointe occidentale du massif du Beaufortain. Elle domine la plaine alluviale de l’Arly et de l’Isère d’environ 80 mètres et échappe totalement aux risques d’inondation. Le nom de Conflans (confluence) montre à l’évidence que ce bourg était seul, dès l’époque romaine, en mesure d’exploiter cette position de carrefour. Mais l’exigüité de la butte ne se prêtait pas au développement d’un organisme urbain d’importance. Il fallait au préalable maîtriser le cours de l’Arly. Cet affluent étale son large cône de déjection sur une largeur d’environ six km avec une pente modérée d’une dizaine de mètres sur deux km. Selon une loi assez classique, il a gardé suffisamment de force pour plaquer l’Isère contre la forêt de Ronne, majestueux revêtement septentrional de la chaîne du Grand-Arc. On imagine mal aujourd’hui les dangers de son voisinage. Pendant la crue du 1er novembre 1765 « la rivière [a été] si extraordinairement grossie qu’elle regorgea dans la plaine de l’Hôpital et la submergea toute et s’étendit même par celle de Saint-Sigismond qui était toute contigüe » relate un témoin,.

#### Conflans
La vocation commerciale du bourg de Conflans depuis les temps médiévaux n’est plus aujourd’hui qu’un lointain souvenir. Son déclin était à craindre avec le transfert des salines royales depuis Moûtiers en 1753. Leur fonctionnement dans la vieille capitale tarine avait épuisé les ressources forestières alentour : on manquait de « bois de cuite ». Dans la plaine sous Conflans, on pourrait exploiter les réserves intactes de la forêt de Ronne. Un « canal de l’eau salée » de 27 km, fait de tuyaux ou bornaux de brique, permit ce transfert. Dès lors, les lourds charrois de sel destinés au marché savoyard et même à l’exportation vers la Suisse se sont écartés du vieux bourg perché pour emprunter la route de plaine. Beaucoup plus décisifs dans le déclin de Conflans devaient être les travaux entrepris à partir de 1824 pour maîtriser le cours de l’Arly et soustraire son cône de déjection aux inondations. Aujourd’hui, le tourisme et l’artisanat d’art en complément sont devenus les activités dominantes. Les richesses patrimoniales ont été peu à peu remises en valeur grâce aux efforts conjugués des autorités, de personnalités dynamiques comme Marius Hudry et de la Société des amis du Vieux Conflans.

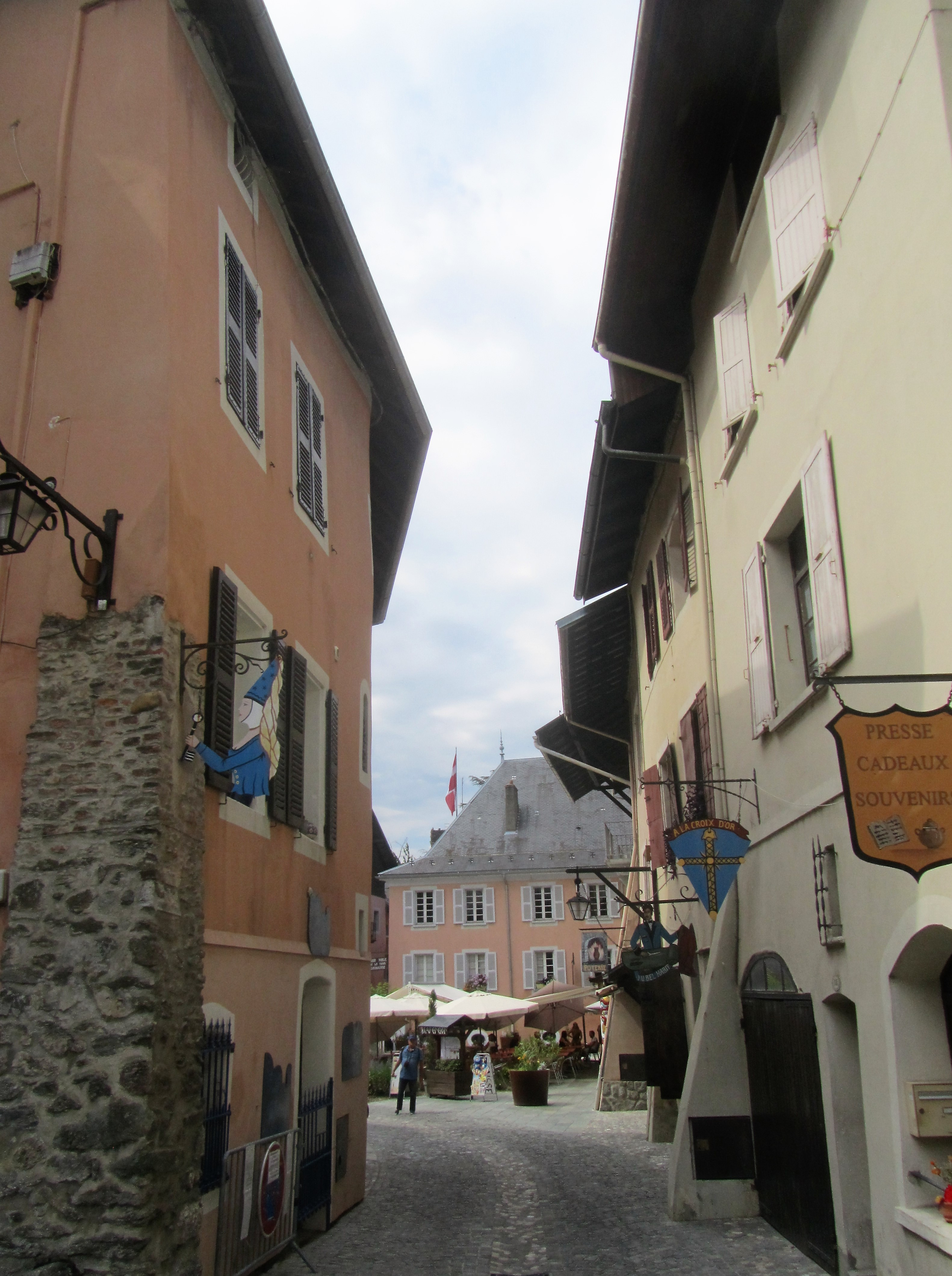
Rue centrale de Conflans.
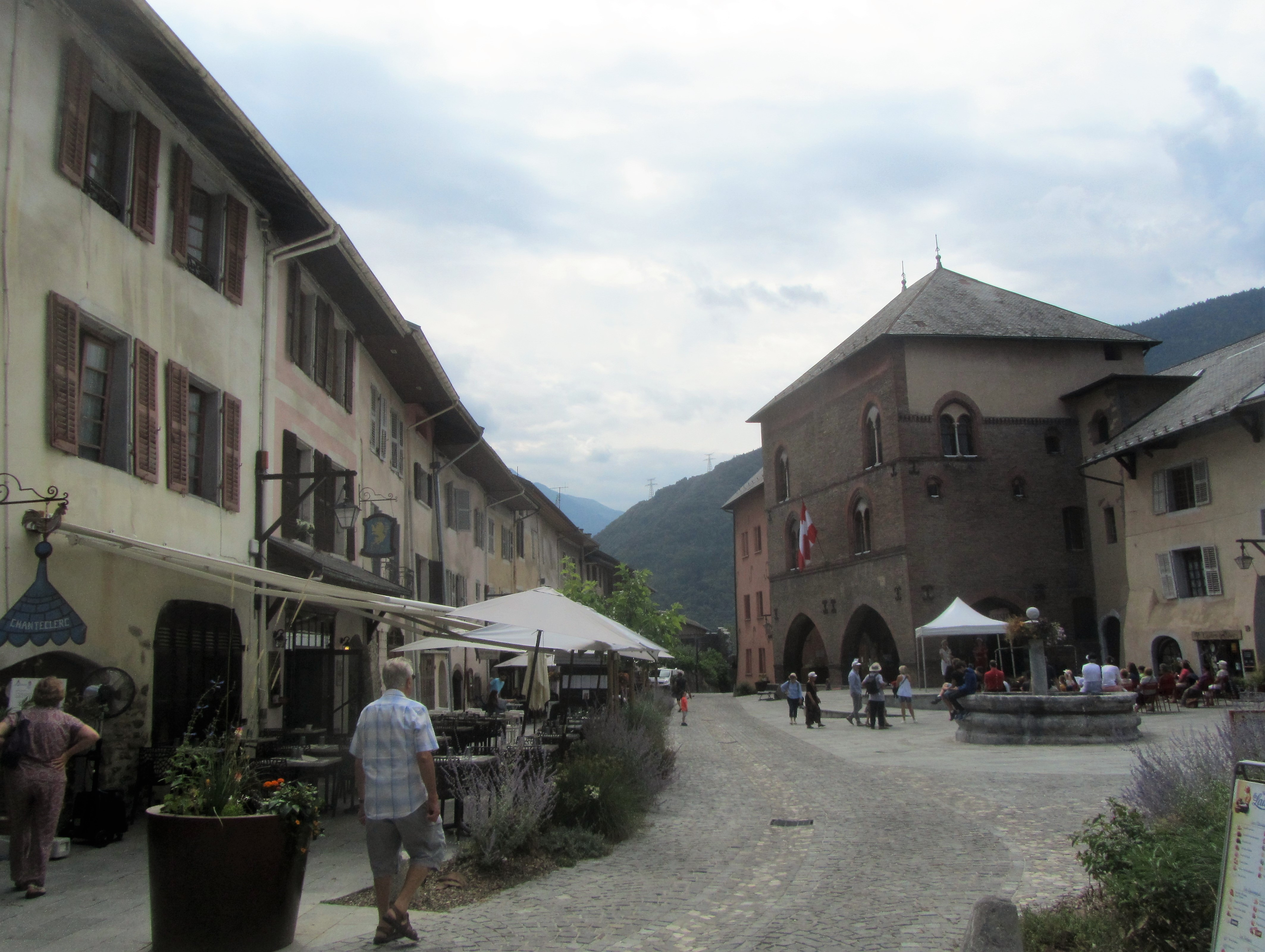
Place centrale de Conflans.
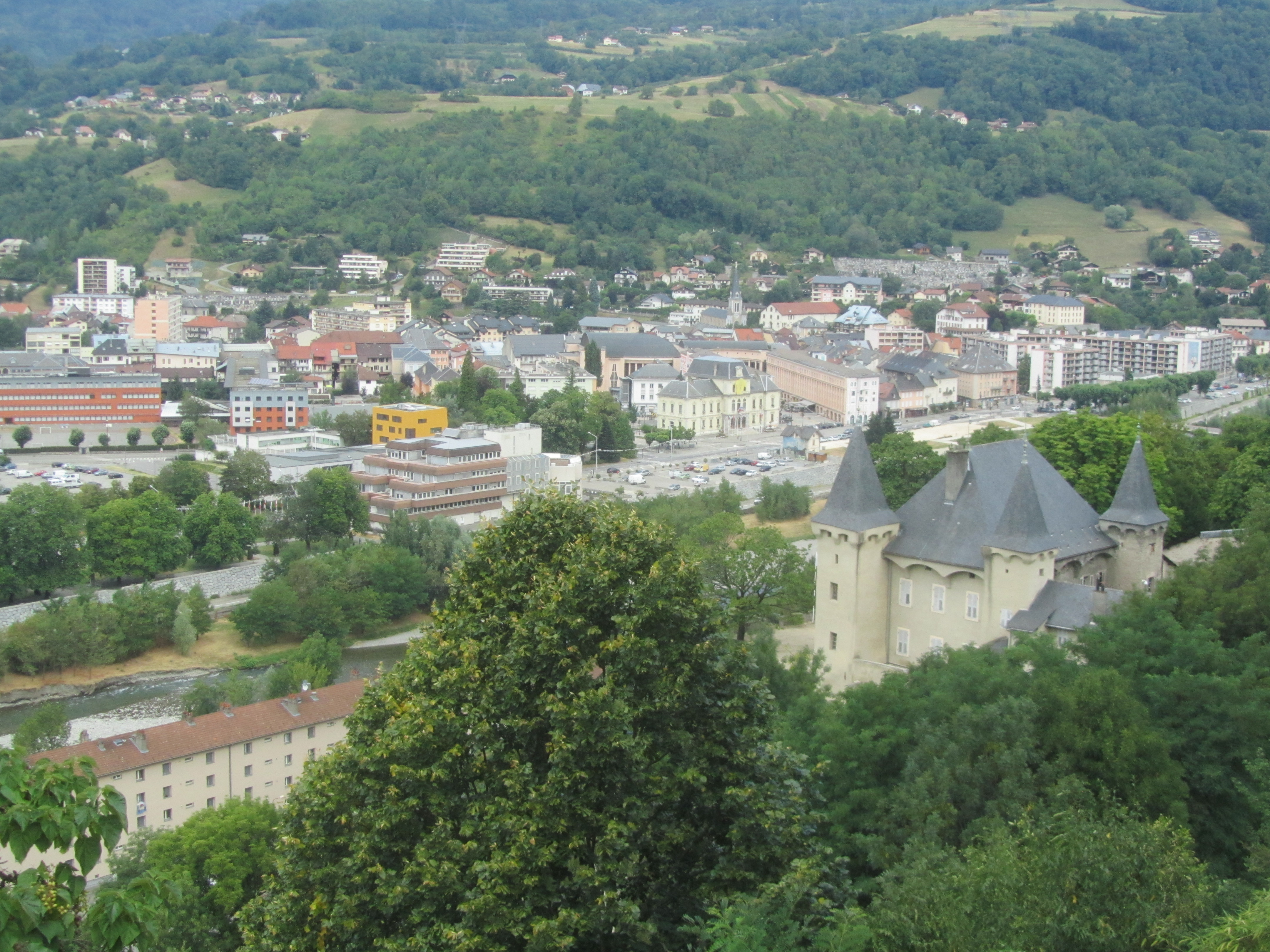
Depuis Conflans, vue sur le centre-ville.

#### De l’Hôpital à Albertville

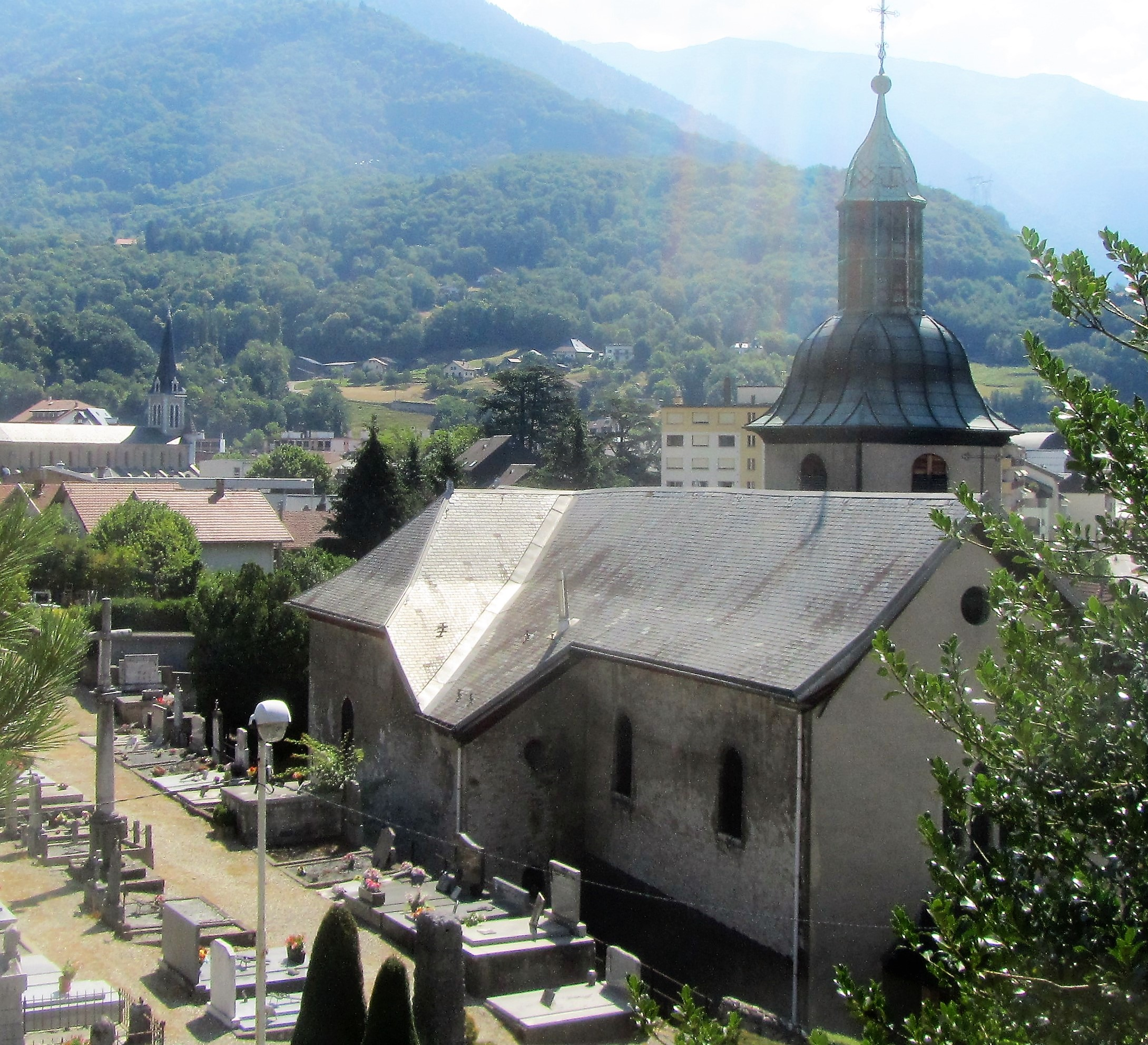
Saint-Sigismond a fusionné avec Albertville : les deux églises sont proches.

Le plan fait apparaître deux autres noyaux anciens de peuplement en rive droite de l’Arly. La paroisse de Saint-Sigismond, en bordure de coteau, tire son nom d’un des derniers rois burgondes exécuté par le roi franc Clodomir en 523 et L’Hôpital, qui en a été détaché au début du XIVe siècle, tire son nom d’un gîte d’étape établi en bordure de l’Arly vers la fin du XIIe siècle par les Hospitaliers de l'ordre de Saint-Jean de Jérusalem.
Le trafic s’est animé au fil des siècles grâce au franchissement de la rivière par le pont des Adoubes (des tanneurs) au pied de la montée vers Conflans, mais la chétive bourgade ne comptait encore que 256 habitants en 1756. À la fin du XVIIIe siècle, la « voiture du sel » avait déjà donné naissance à une floraison d’activités : cabaretiers, hôteliers, charrons, palefreniers.
Il a fallu toutefois attendre le milieu du XIXe siècle pour qu’on puisse parler d’un véritable décollage. C’est alors qu’ont été entrepris, à l’initiative de la monarchie sarde, les travaux d’endiguement de l’Arly et de l’Isère. À leur confluence, la Pierre du Roy rappelle la cérémonie inaugurale du 17 août 1824 en présence du roi Charles-Félix. La période la plus active a duré de 1829 à 1840. Dans le secteur du pont des Adoubes, l’Esplanade, plus tard convertie en champ de foire et aujourd’hui en marché, a été à l’abri des inondations en 1844.
Ajoutons que, pour faciliter les relations avec la rive gauche de l'Isère, en 1854, un pont a remplacé le bac du concessionnaire Albertin mais dont l on a conservé le nom. A cette date, l'appellation d'Hôpital n’avait plus cours : « Froissés des méchantes allusions auxquelles prêtait cette désignation qui lui était commune avec les maisons de charité destinées à recevoir les malades ils [les habitants] cherchèrent à en adopter un autre [nom] ». Le roi Charles-Albert se prêta volontiers à cette demande et par lettre patente du 19 décembre 1835, l’Hôpital est devenu Albertville le 1er janvier 1836.

#### Avant la Seconde Guerre mondiale

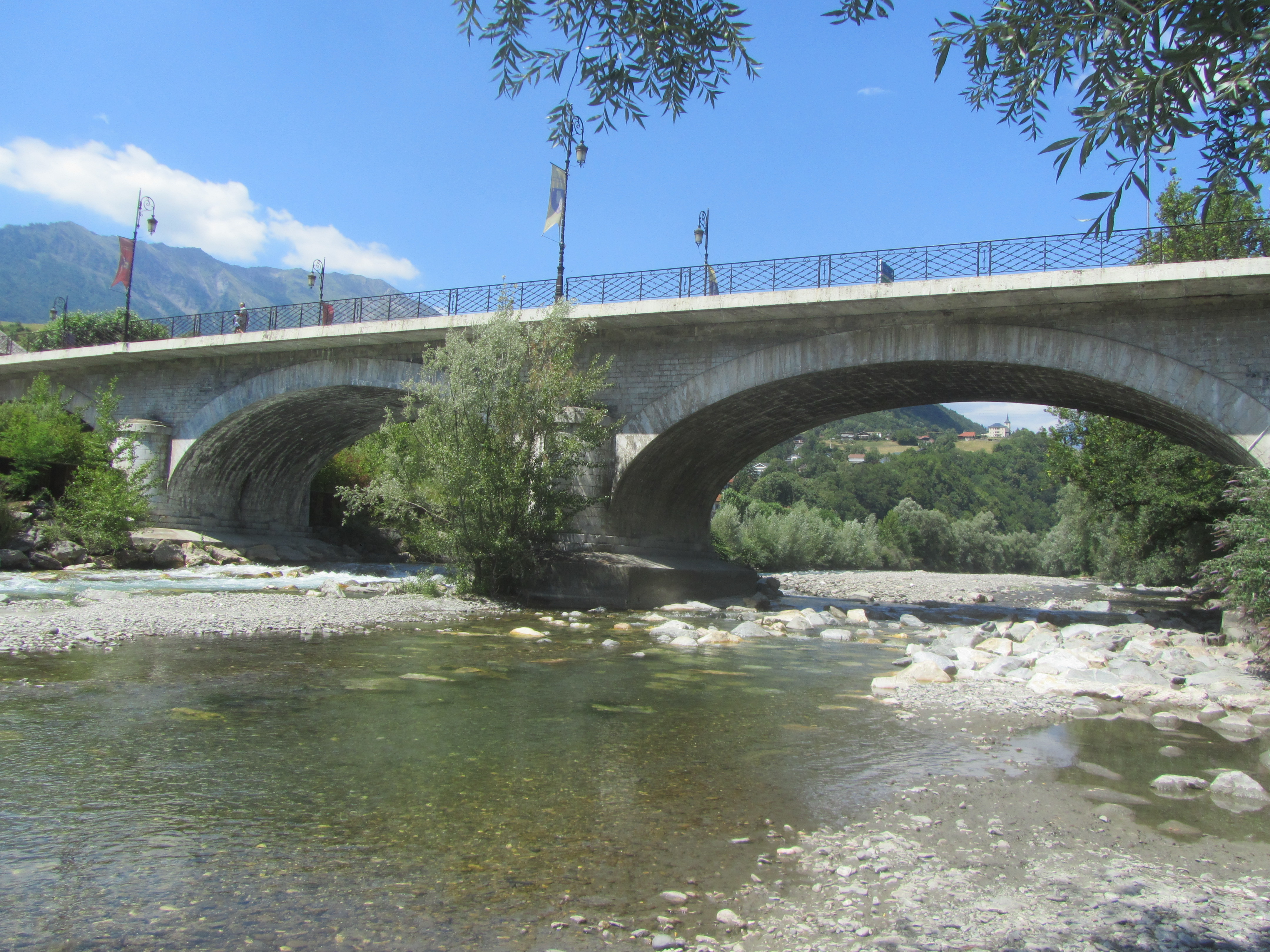
Pont des Adoubes sur l'Arly.

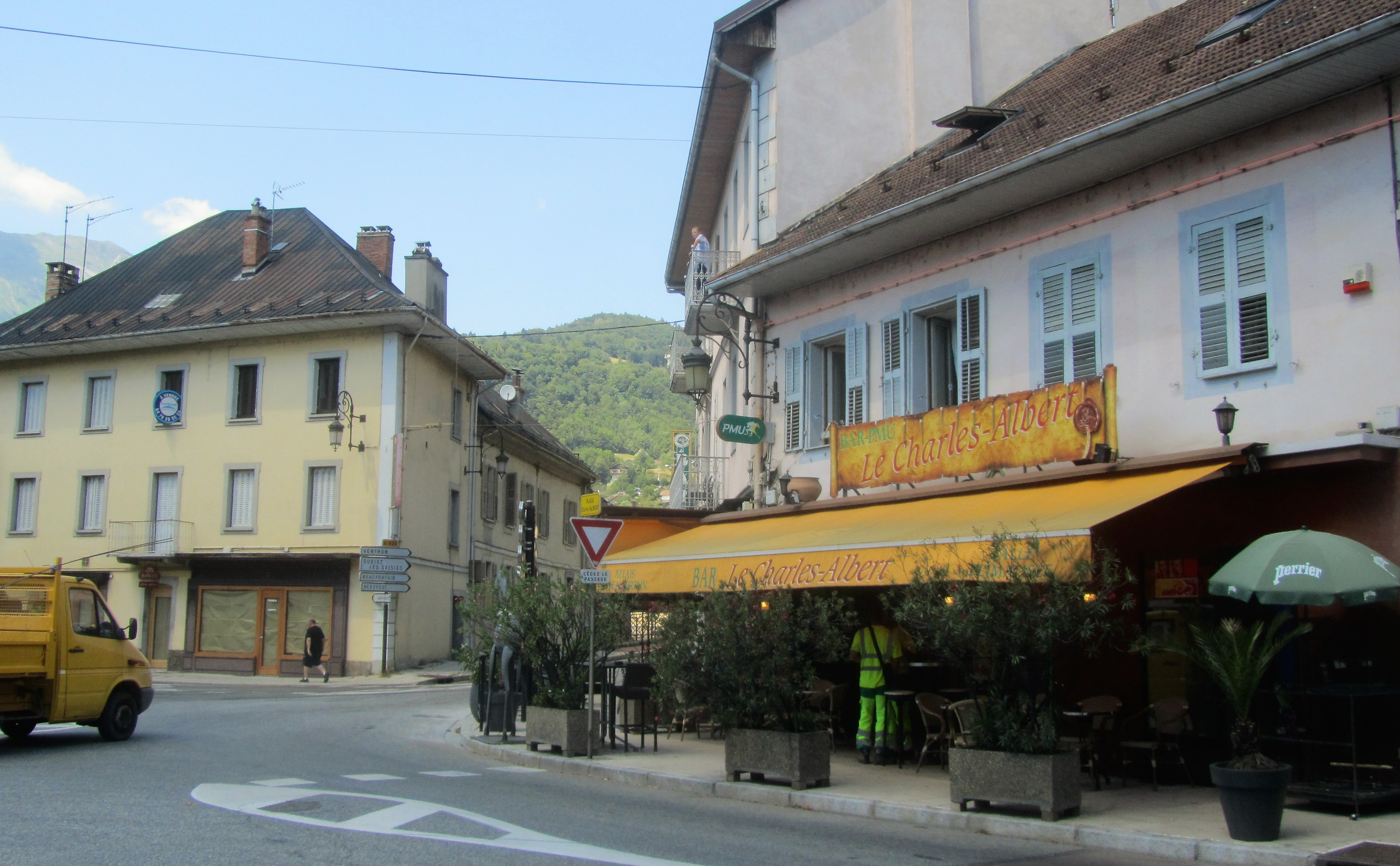
La place Charles-Albert au débouché du pont des Adoubes.

Dans le siècle qui a suivi la fondation de la commune, la croissance d’Albertville est restée modérée, la population passant de 3 408 habitants en 1838 à 7 126 en 1936 soit un rythme annuel de 2 % par an. La révolution des transports et celle de la houille blanche ont eu des effets très progressifs et non spectaculaires.
Le réseau routier a été fortement modernisé. Le long de l’Isère, jusqu’à Montmélian, la digue a servi d’assise pour une nouvelle route rectiligne en lieu et place de l’ancienne voie qui escaladait tous les cônes de déjection afin de desservir chaque village au pied des Bauges (1852). Ce tracé correspond aujourd’hui dans la traversée de la ville à la rue de la République. Perpendiculairement a été percée la rue du Pont ou rue Neuve (l’actuelle rue Gambetta). Dans son prolongement, dès 1840, le pont sur l’Arly avait été reconstruit à une centaine de mètres à l’aval de l’ancien et ses abords en rive gauche avaient été aménagés pour former la place Charles-Albert. L’accès à la Tarentaise par la plaine sous Conflans s’en trouvait simplifié.
Ce tracé dont la France héritera en 1860 deviendra notre RN 90 et restera inchangé jusqu’à la création en 1960 de la déviation en rive gauche de l’Isère. La desserte ferroviaire s’est fait attendre jusqu’en 1876 par branchement sur la voie internationale Paris-Rome à hauteur de Saint-Pierre-d’Albigny. La gare d'Albertville devait rester le terminus du réseau PLM jusqu’en 1893, date à laquelle la voie ferrée a été prolongée jusqu’à Moûtiers. La liaison avec Annecy via Ugine se fera attendre jusqu’en 1901.
La révolution de la houille blanche n’a pas concerné directement Albertville faute d’équipements hydroélectriques sur son territoire. Les retombées n’ont toutefois pas été négligeables du fait du voisinage des usines de Venthon et surtout des Aciéries d’Ugine. D’une part, quand la Grande Guerre, devenue guerre d’usure, a mobilisé la population pour l’armement, Albertville a été transformée en une véritable cité-dortoir avec un incessant va-et-vient de trains sur la ligne du PLM en direction des Aciéries d’Ugine ; la paix revenue l’habitude avait été prise d’une résidence urbaine. On a assisté, d’autre part, à une floraison de petites et moyennes entreprises dont la plupart était au service de ces usines : travaux de génie civil (Fangeas), construction métallique, fonderie (Dufour), transports routiers (Viguet-Carrin) ou inspirées par un nouvel esprit d’entreprise (les Vérins hydrauliques).

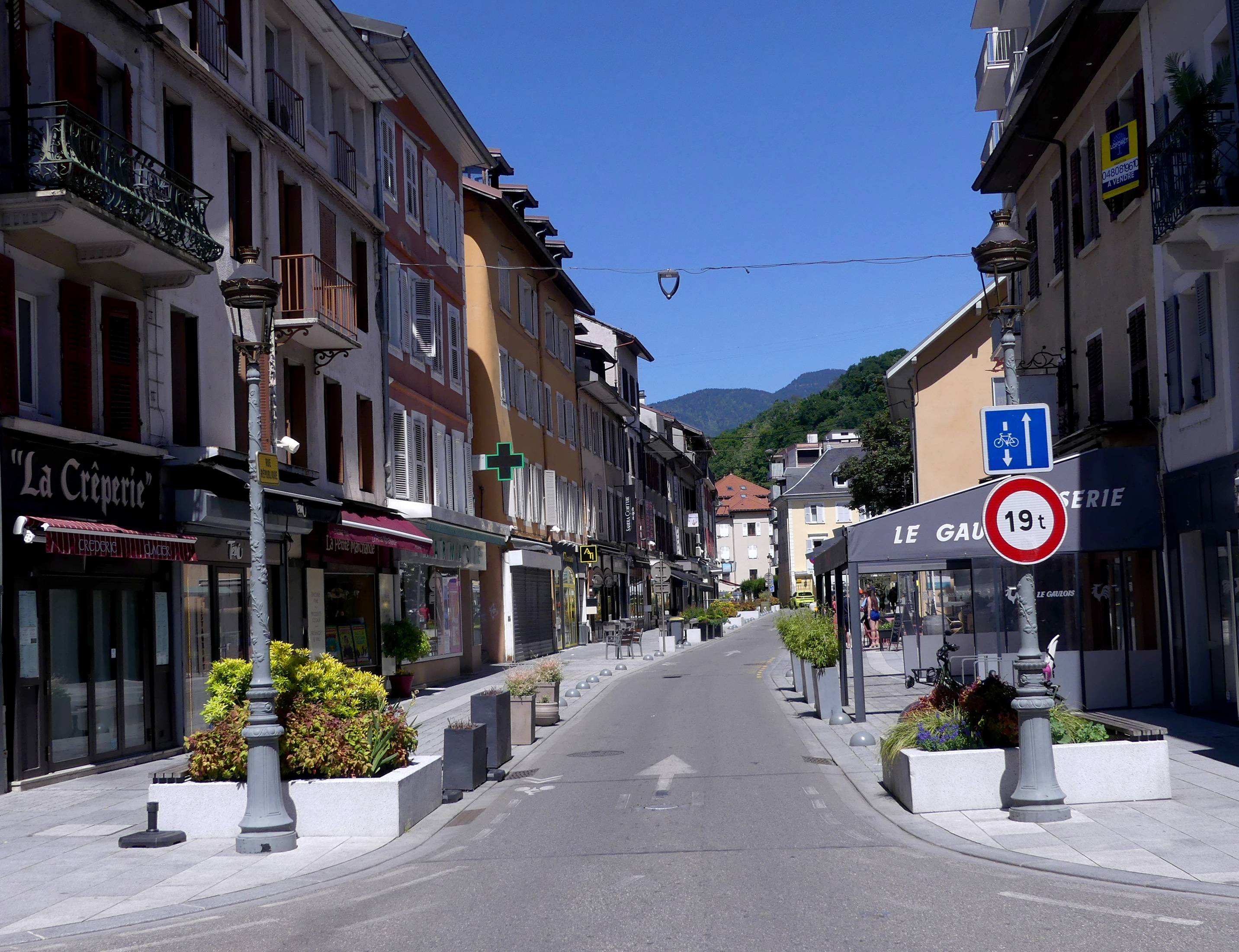
Rue de la République au centre d'Albertville.

À partir du noyau ancien le développement urbain s’est réalisé par le prolongement vers le sud-ouest de la rue de la République - rue Victor-Hugo : c’est sur cet axe ainsi que sur la rue Gambetta que se sont regroupés la majeure partie des marchands et des artisans et qu’a pris place la sous-préfecture. Au-delà de la gare, des maisons s’égrenaient le long de la nationale 90 jusqu’au passage à niveau de la voie ferrée. En revanche, le long de l’Arly l’avenue Pierre-Blanc, actuellement « des Chasseurs alpins », une fois passé le monumental hôtel de ville construit en 1862, quasiment toute la place a été réservée à l’armée.
En effet, Albertville est devenue ville de garnison et place forte (forts du Mont, des pointières, de Tamié). On a compté jusqu’à 1 315 militaires en 1906, soit à l'époque un Albertvillois sur cinq. Se succédaient du nord au sud le pénitencier (1900-1910), la caserne Songeon dont les premiers bâtiments dataient de 1874-78, l’arsenal édifié entre 1883 et 1890 et, au-delà de la voie ferrée de Tarentaise le stand de tir. Le plan de 1975 porte encore quelques traces (pénitencier, caserne, arsenal) de ces emprises militaires qui devaient constituer par la suite autant de réserves foncières. Dans l’intervalle entre ces deux axes l’urbanisation a progressé jusqu’au cours Jean-Jaurès mais avec un tissu de plus en plus lâche sur les transversales les plus méridionales, la rue des Écoles, actuelle rue Félix-Chautemps, était la dernière à mériter vraiment ce nom.

#### La grande croissance des Trente glorieuses
La population d’Albertville est passée de 7 137 habitants en 1946 à 16 961 en 1975, soit une augmentation de l’ordre de deux fois et demie, soit un taux annuel de 8,2 %, avec toutefois un fléchissement de deux points par rapport à 1968 si on avait arrêté le calcul à cette année-là. Dans la recherche des raisons de cette croissance exceptionnelle, on retrouve des traits communs à l’ensemble de la société française dont l’exode rural : la révolution agricole a libéré une énorme main-d’œuvre ; comme, de surcroît, l’urbanisation a dévoré les espaces cultivés on ne s’étonnera pas de constater que le secteur primaire a chuté jusqu’à quasiment disparaître (1,8 % des actifs en 1975).
Albertville aurait puisé sa vitalité dans les réserves des campagnes savoyardes. Par ailleurs, ces nouveaux urbains se sont ajoutés aux anciens pour exiger davantage de services en matière de commerce, d’éducation et de santé en particulier. On a ainsi l’explication du fort degré maintenu du secteur tertiaire qui a encore progressé de 45 à 50 % des actifs de 1962 à 1968. Il y a, cependant, une spécificité albertvilloise dont la plus étonnante est dans le maintien à un très haut niveau du secteur secondaire (47 % des emplois en 1954, 50 % en 1968), dans une ville qui n’a jamais eu une grande vocation industrielle. Cette particularité est à mettre en rapport avec l’excellente santé des industries de la houille blanche jusqu’à la fin des Trente Glorieuses :  Venthon et surtout les Aciéries d’Ugine dont l’effectif a alors atteint et même dépassé les 4 000. La cité est devenue, plus encore que par le passé, un dortoir : on peut estimer à 2 000 ces migrants-alternants qui prenaient quotidiennement le chemin de l’usine. En interrogeant plus en détail les statistiques sur le secteur tertiaire, on découvre la part exceptionnelle des transports routiers avec deux grosses affaires : Viguet-Carrin et, sous forme coopérative, la Tarentaise, dont la place est devenue envahissante dans la plaine sous Conflans. Or, celle-ci tout particulièrement était à 90 % la servante de l’électrochimie et de l’électrométallurgie.
Cette prospérité économique a eu sa traduction au plan de l’urbanisme par la conquête intégrale du cône de l’Arly en quatre étapes si l’on se fie au rythme des réalisations de l’Office municipal d’HLM auquel s’est pliée plus ou moins fidèlement la promotion privée. Les 1020 logements livrés de 1952 à 1974 sont, en effet, en position de plus en plus périphérique. Ceux des années 50 ont comblé les trous du tissu urbain jusqu’au cours Jean-Jaurès, près du Pénitencier, à la cité Aubry mais aussi aux Adoubes. De 1960 à 1968, l’effort s’est concentré sur trois secteurs plus excentriques : entre les avenues Jean-Jaurès et Jean Moulin, au voisinage du carrefour de la RN 90 et dans la plaine sous Conflans. 

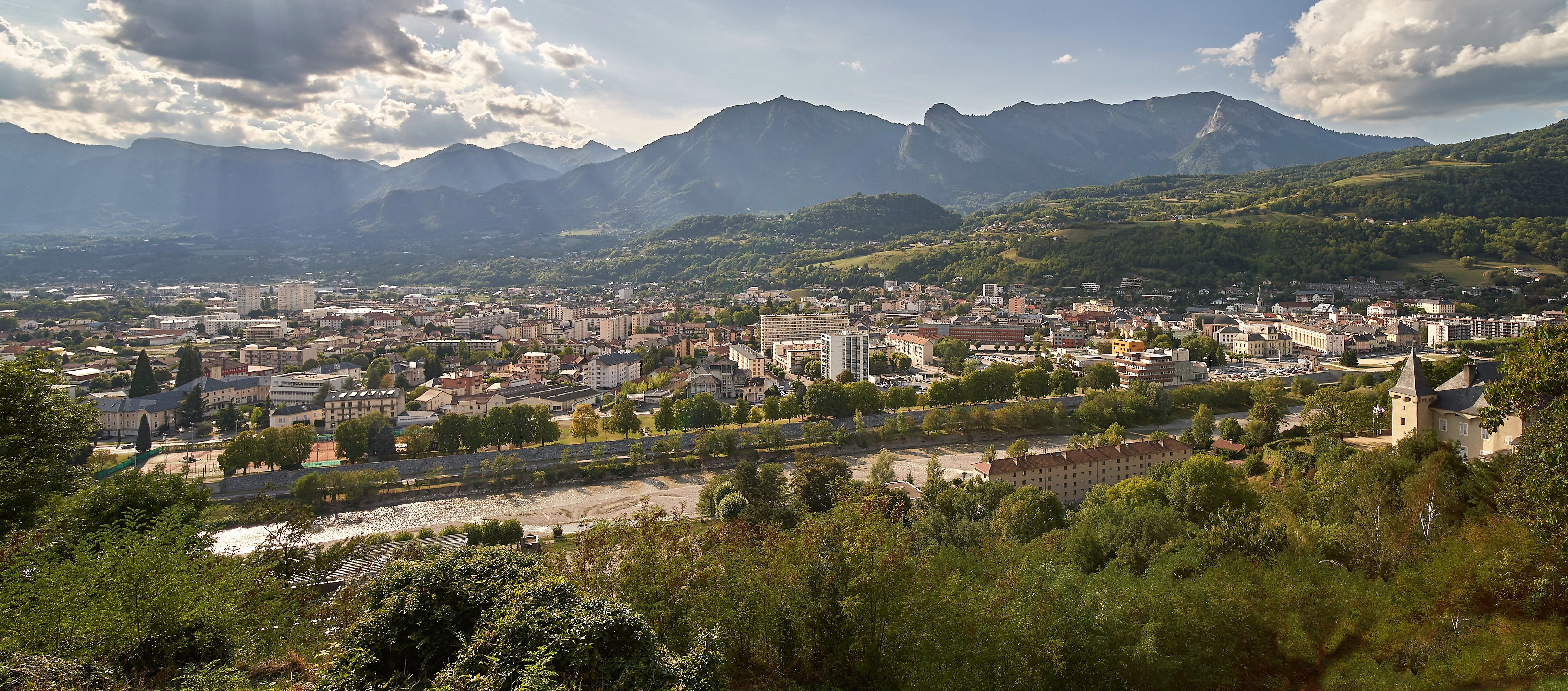
À Albertville, l'urbanisation pendant les 30 Glorieuses a gagné tout le cône de l'Arly.
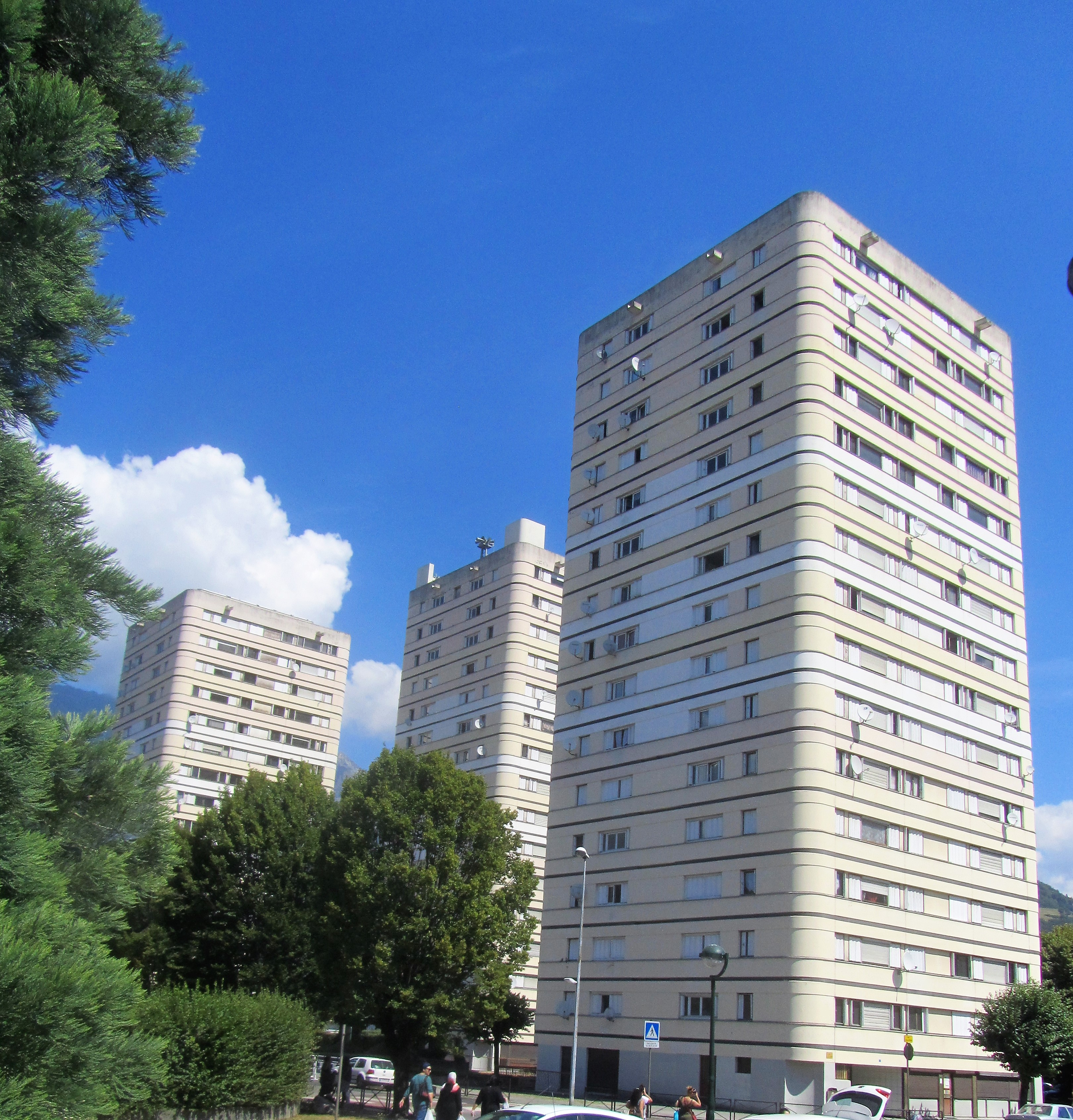
Tours Novarina d'Albertville.
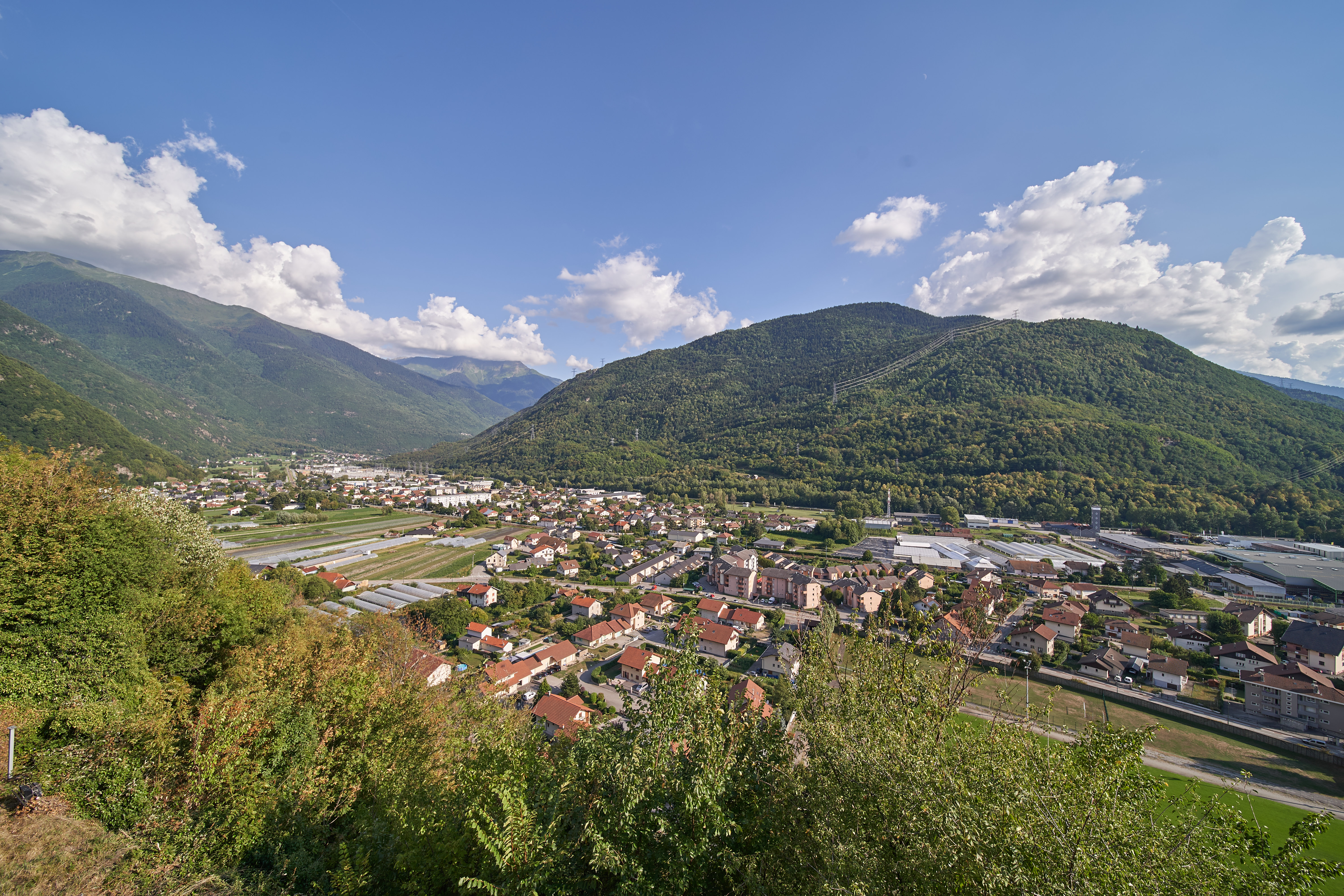
La plaine sous Conflans en direction de la Tarentaise.
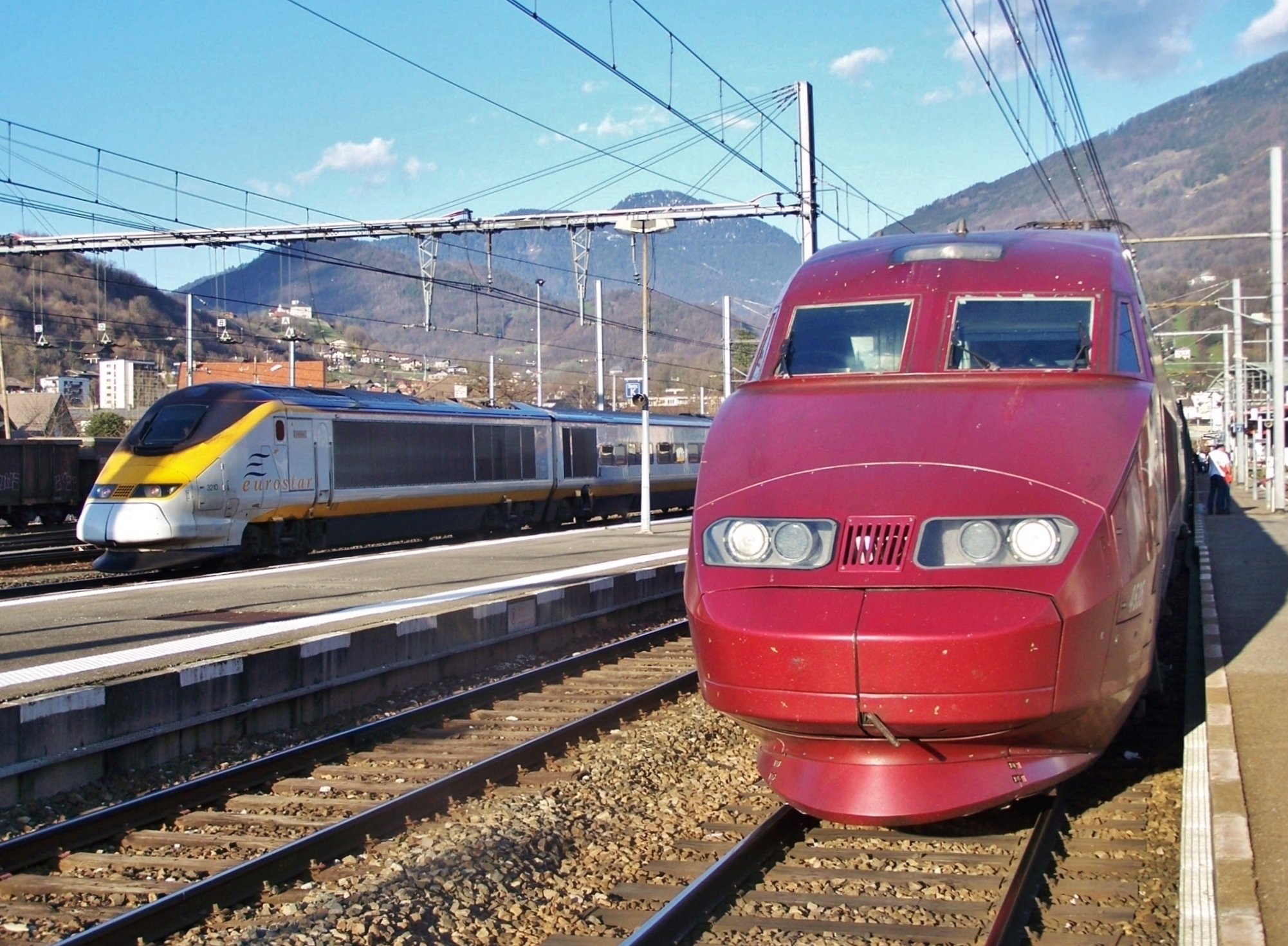
Vue des TGV 'Neige' Eurostar et Thalys à la gare d'Albertville

Un nouveau bond de 1968 à 1973 par-dessus les établissements Viard-et-Vial, Felter, Sotrabas, Viguet-Carrin a conduit au quartier Sainte-Thérèse doté de deux foyers pour travailleurs migrants et pour personnes âgées et signalé de loin par les trois tours Novarina : la boucle de la voie ferrée vers la Tarentaise a été ainsi peu ou prou remplie. Cet obstacle a été sauté en 1976, avec la livraison par l’Office HLM rue des Trois Poiriers des premiers d’un groupe de 250 logements. Les équipements publics se sont efforcés d’accompagner cet étalement comme en témoigne la hiérarchie des établissements scolaires. Le centre-ville s’est octroyé le lycée-CES Jean-Moulin ; chaque rive de l’Arly a eu son CES : « Combe de Savoie » en rive droite, « Pierre-Grange » en rive gauche tandis que les groupes primaires périphériques, à Sainte-Thérèse, au Champ de Mars, sous Conflans ont évité aux plus petits des parcours trop éprouvants. Par ailleurs, on a assisté au regroupement des activités économiques dans des zones spécialisées, celle du Chiriac à l’ouest, celle sous Conflans entre la voie ferrée et l’Isère à l’est.
Une telle saturation de l’espace appelait une adaptation adéquate du réseau routier : la déviation de la RN 90 le long de l’Isère et le traitement en avenue (des Chasseurs Alpins) de la voie longeant l’Arly ont permis d'éviter au centre-ville de nombreux embouteillage. En revanche, rien n’a été fait pour régler le problème de la circulation à l’intérieur de la ville en supprimant les passages à niveau. Car lorsque la voie ferrée a été prolongée jusqu’à Moûtiers, le PLM a choisi la solution du rebroussement en gare d’Albertville : les motrices doivent donc manœuvrer pour reprendre leur place en tête des convois en direction de la Tarentaise. Le problème aurait été partiellement résolu s'il avait été concrétisée par la solution d’un tunnel de deux kilomètres sous Conflans.

#### Albertville, capitale olympique (1992)
La population d'Albertville est passée de 16 961 en 1975 à 18 950 en 2014, soit un taux de croissance annuel de 0,2 à 0,3 %. On peut donc parler de stagnation démographique et mettre celle-ci en rapport avec la saturation de l'espace communal. La croissance semble s'être reportée sur les six communes limitrophes qui sont passées pendant la même période de 5 656 à 10 294 habitants soit une croissance de 182 %, et un taux annuel de 4 à 5 %. Il ne faut donc pas s'attendre à de grands bouleversements urbanistiques. Cependant, il s'est produit dans cette période un événement majeur : le choix d'Albertville comme capitale olympique pour les Jeux olympiques d'hiver de 1992 qui ont donné à la ville une notoriété mondiale. Ce choix n'est pas le fruit du hasard. Le COJO réuni à Lausanne le 17 février 1986 a reconnu la situation privilégiée du carrefour albertvillois par rapport aux stations de Tarentaise et du Beaufortain en vue du déroulement des 57 épreuves. Il a aussi récompensé la ténacité de Michel Barnier, président du Conseil général de la Savoie mais aussi Albertvillois, du triple champion olympique Jean-Claude Killy qui a co-présidé le Comité porteur du projet et du maire Henri Dujol.

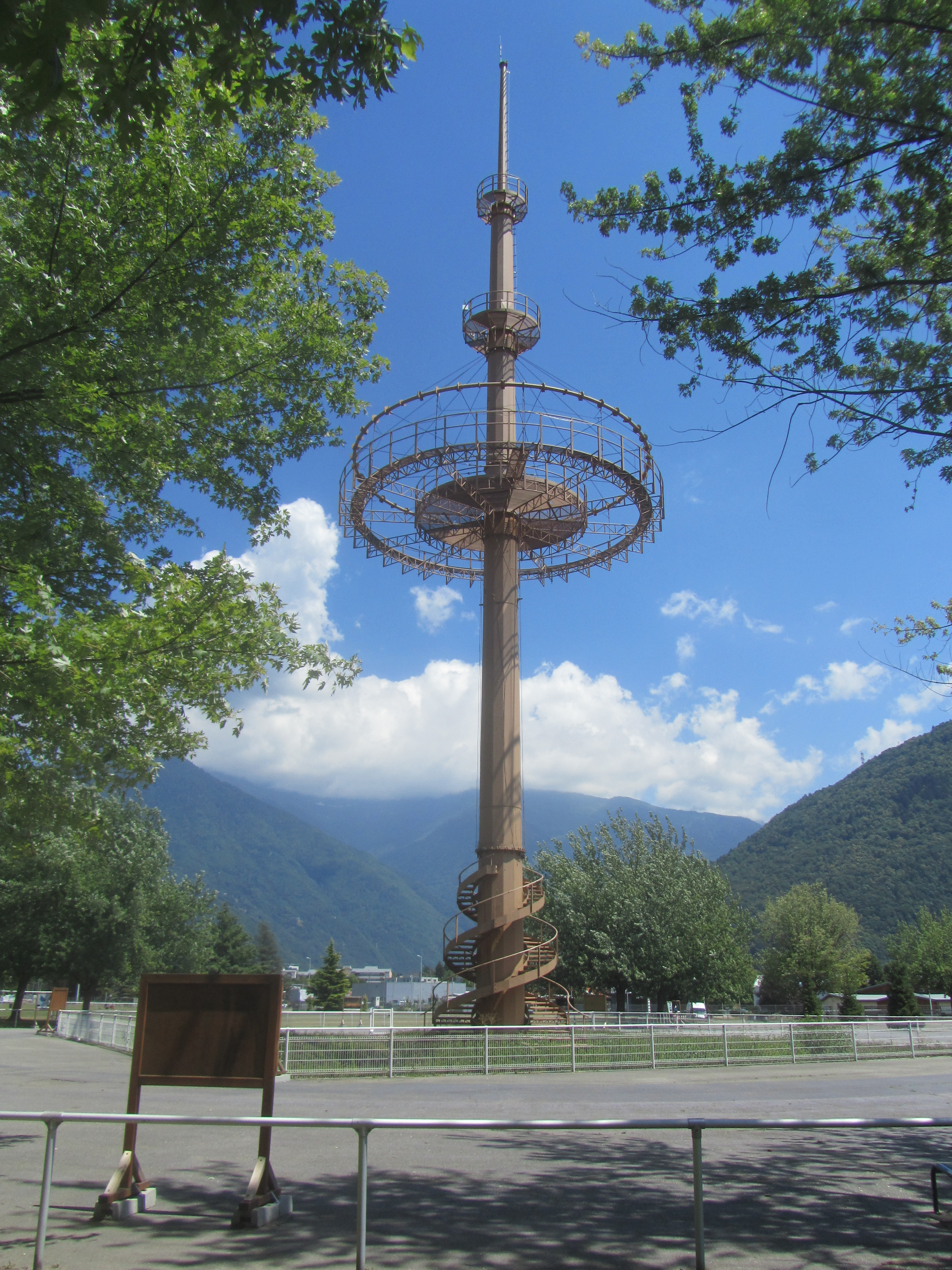
Mas des cérémonies dans le Campus olympique d'Albertville
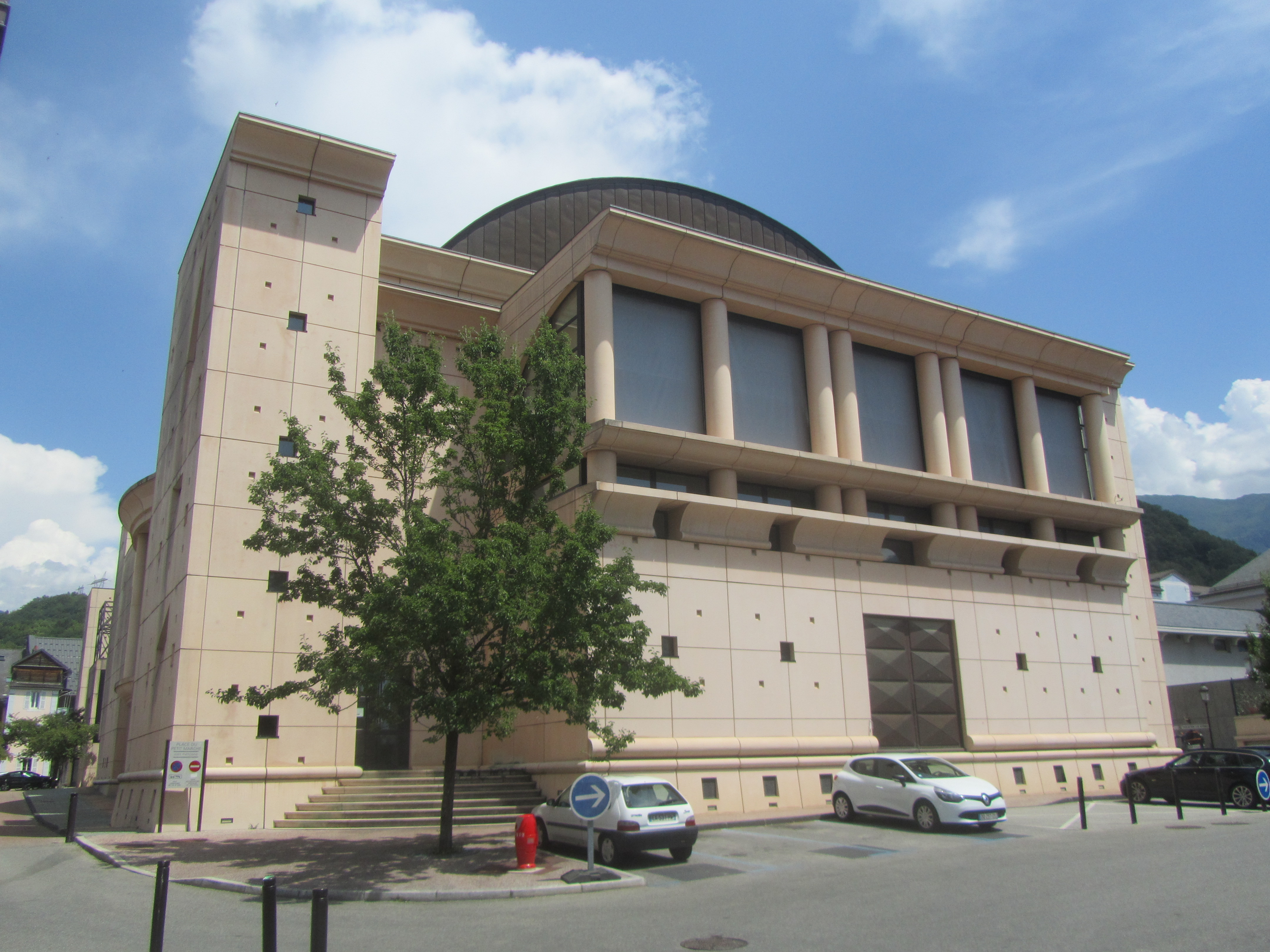
Le Centre culturel le Dôme inauguré pour les JO de 1992
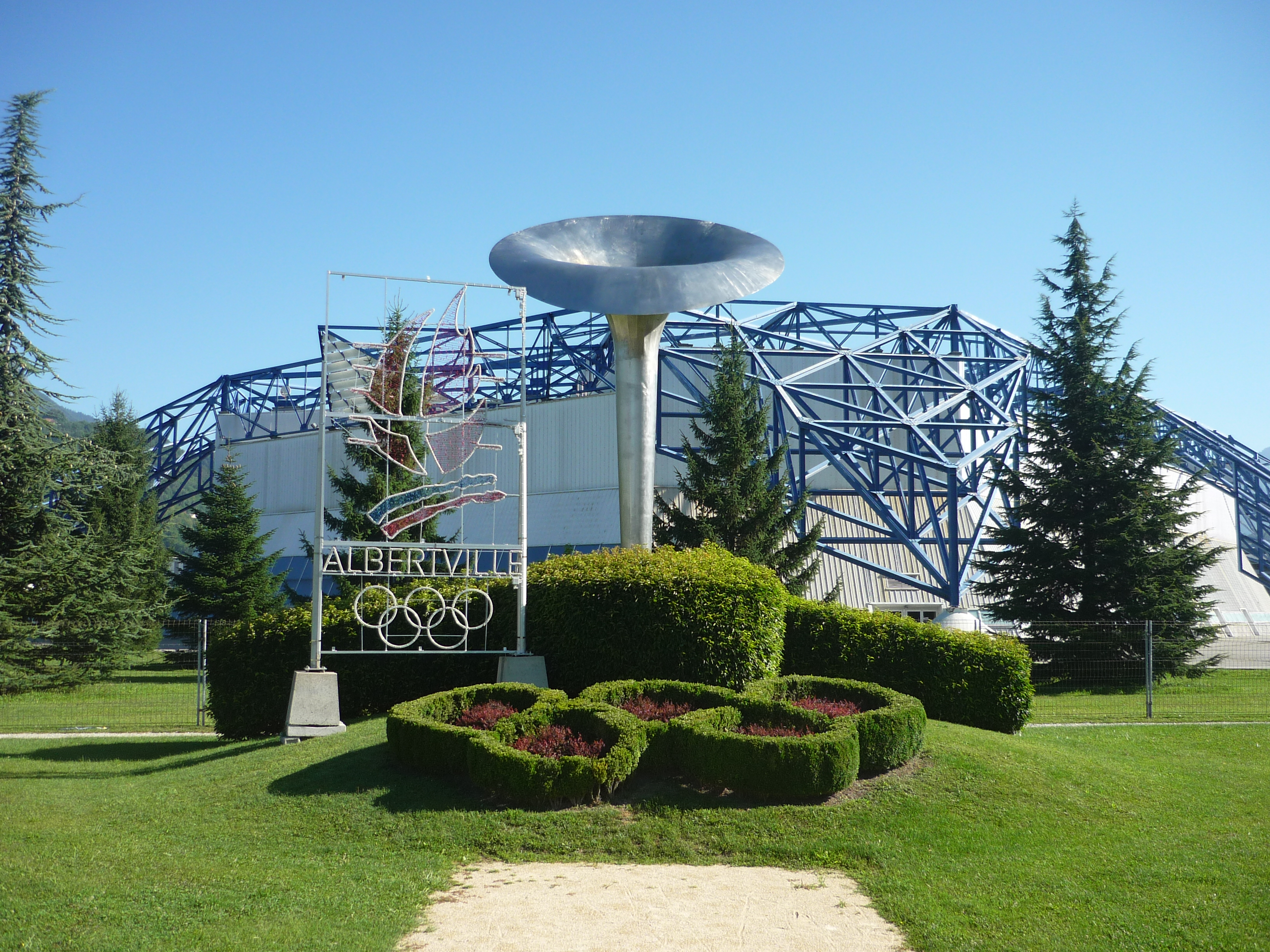
La halle olympique et la vasque olympique des Jeux olympiques d'hiver de 1992
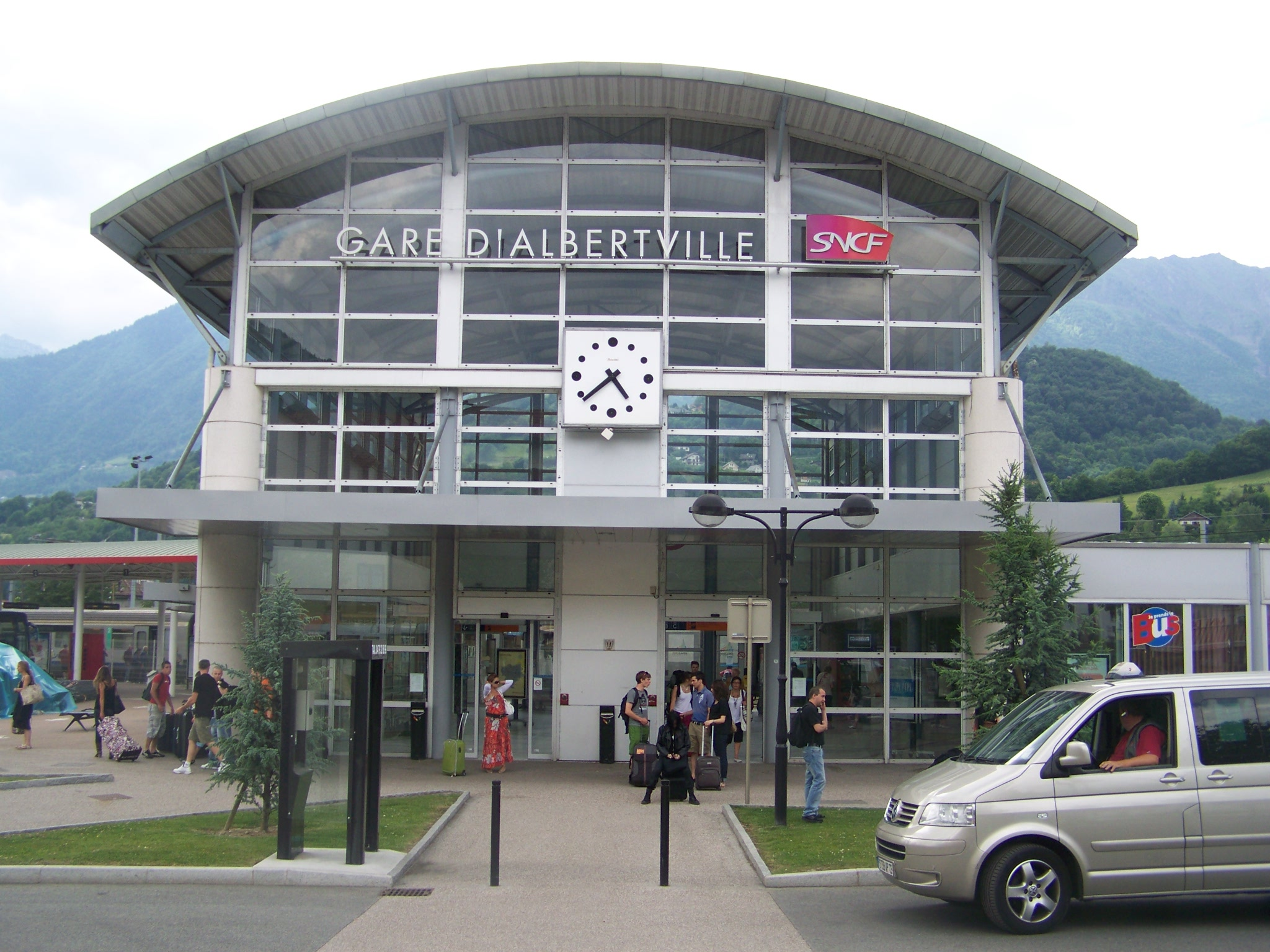
Façade de la gare d'Albertville

Sur le plan de l'urbanisme, il faut souligner la définitive insertion d'Albertville et de la Tarentaise dans les réseaux de communication nationaux les plus modernes. Grâce aux 15 km de l'A 430 dans le prolongement de l'A 43, la ville est raccordée à l'ensemble du réseau autoroutier national. À partir du carrefour de la Pierre du Roy, la voie rapide empruntant le tracé de l'ex RN 90 déviée, assure la liaison avec Moûtiers au cœur de la Tarentaise. En direction d'Ugine et de la Haute-Savoie dans le prolongement de la nouvelle voie de rive droite de l'Arly, la Route nationale 212 a été mise au gabarit routier. Une autre meilleure solution a permis d'évacuer le trafic de transit : la voie sur berges, mais elle devait être réalisée 16 ans après les J0 (2008). La gare SNCF a été modernisée et la voie ferrée a été électrifiée jusqu'à son terminus à Bourg-Saint-Maurice. L'installation du COJO et le déroulement dans la ville de 18 des 57 épreuves ont nécessité la création d'un ensemble d'équipements sportifs autour du Campus olympique de la Halle avec patinoire, et le stade olympique. Le mât des cérémonies toujours en place, entretient le souvenir de l'ouverture (2 février) et de la clôture (23 février) des Jeux. Albertville s'est également dotée d'un grand centre culturel au cœur de la ville, de cinq nouveaux hôtels. L'hôpital a quitté la rue Pasteur pour des nouveaux bâtiments spacieux et modernes au Plan Perrier (N H sur le plan).

### Voies de communication et transport
La commune d’Albertville se situe sur la route des grandes stations de sports d’hiver de la vallée de la Tarentaise, elle est donc desservie par un important trafic routier et ferroviaire.

#### Voies routières

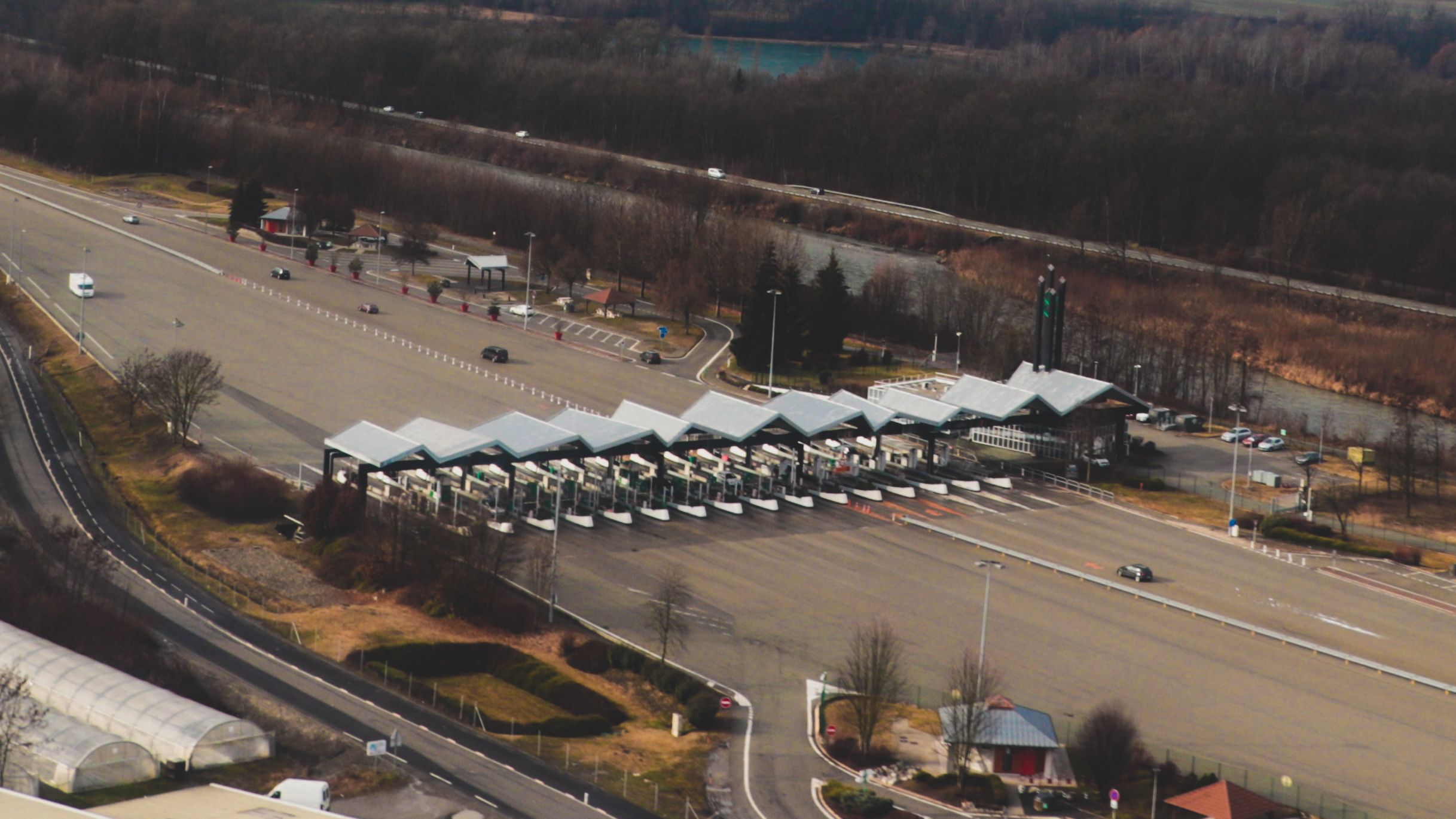
Péage d'Albertville à la fin de l'autoroute A430

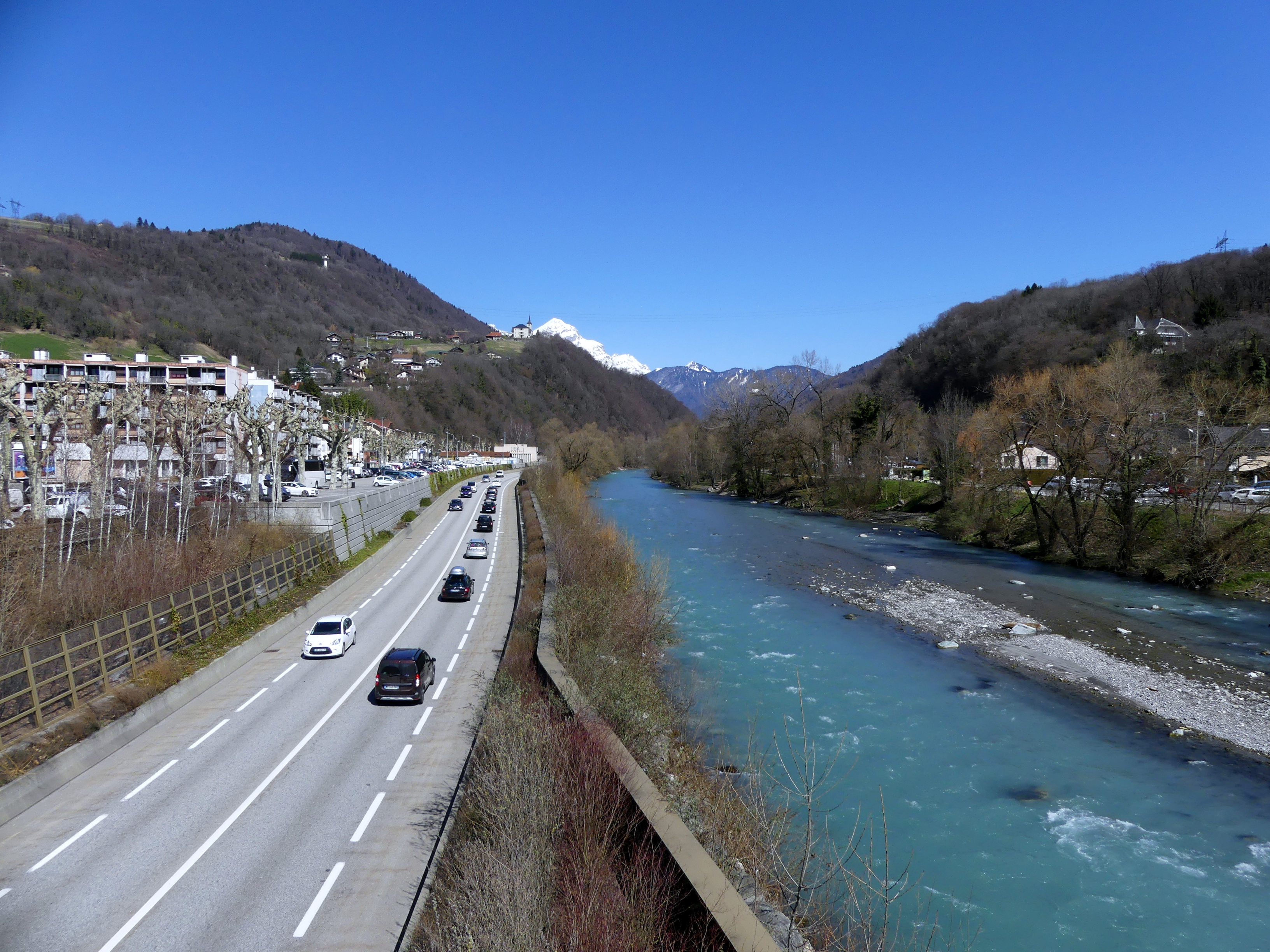
L'ancienne Route nationale 212 en direction d'Annecy à Albertville.

La ville marque la fin de l'autoroute A430, prolongeant le parcours de l’autoroute A43 provenant de Chambéry et Lyon. La poursuite par la route jusqu'aux stations de Tarentaise est effectuée par la nationale 90 en direction de Moûtiers et de Bourg-Saint-Maurice.
En outre, la commune marque le départ de l’ancienne route nationale 212 aujourd’hui D 1212 pour Annecy via Ugine et Faverges.
Depuis le 1er décembre 2008, une voie sur berge est ouverte. Elle permet de désengorger l’axe routier principal, traversé par près de 25 000 véhicules par jour pendant les vacances d’hiver.

#### Transport ferroviaire

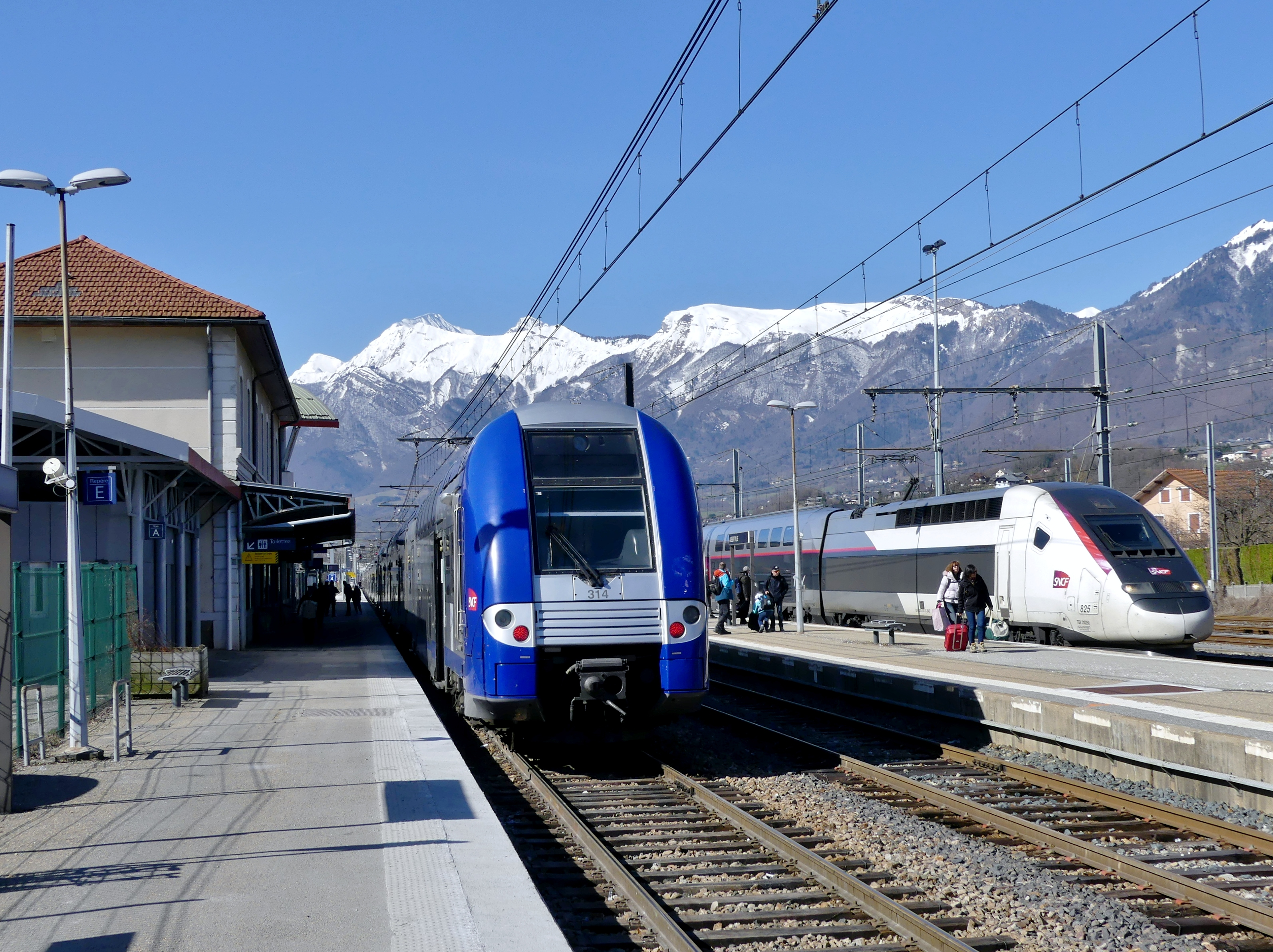
TER et TGV en gare d’Albertville en hiver.

La commune est reliée au réseau ferroviaire national depuis 1884.
Elle est desservie par la ligne ferroviaire à voie unique dite ligne de la Tarentaise, de Saint-Pierre-d'Albigny à Bourg-Saint-Maurice. De la gare d'Albertville part une autre ligne en direction d’Annecy, la ligne d'Annecy à Albertville, aujourd’hui abandonnée et partiellement transformée en piste cyclable, seul le tronçon Albertville-Ugine étant conservé pour permettre la circulation de trains de marchandises desservant les usines d'Ugine.
La ligne en provenance de Chambéry ainsi que la gare sont alimentés en 1 500 V continu, alors que la portion de ligne restant pour Bourg-Saint-Maurice est alimentée par une tension passe de 25 000 V alternatif monophasé. Le sectionnement a lieu dans Albertville après le passage à niveau coupant la rue Pasteur.

#### Pistes cyclables
Une piste cyclable permet de rejoindre Annecy. Un nouveau tronçon (en site propre) à la sortie d’Albertville, longeant l'Arly permet un trajet agréable. Cependant la piste s'arrête en dessous de Césarches et oblige les cyclistes à circuler sur la route départementale jusqu'à Ugine. Une autre piste cyclable permet de rejoindre la base de loisirs de Sainte-Hélène-sur-Isère depuis le pont du Mirantin à Albertville. Cette piste cyclable longe le cours de l’Isère.

#### Transports en commun
Depuis le 2 janvier 2007, un réseau de transport urbain a été mis en place par la communauté d'agglomération Arlysère : deux lignes de bus quadrillent l’agglomération et une ligne relie Albertville à Ugine.
Le projet, qui devait initialement être mis en orbite en trois ans, a finalement été un succès surprenant, puisque l’objectif de fréquentation de 100 000 passagers a été atteint en octobre 2007, soit plus de deux ans avant la date prévue.
Le réseau, depuis, s’est développé, et comporte quatre autres lignes fonctionnant dans la vallée de la Tarentaise.

#### Transports aériens
Un aérodrome (et aéro-club) est situé à proximité d'Albertville sur la commune de Tournon, avec une partie s'étendant également sur celle de Frontenex.

## Toponymie
Albertville tient son nom du roi de Sardaigne Charles-Albert, fondateur de cette ville par lettres patentes du 19 décembre 1835,. La nouvelle commune est formée à partir de la cité médiévale de Conflans et du bourg de L'Hôpital,.
En francoprovençal, le nom de la commune s'écrit Arbevela (graphie de Conflans) ou Arbèrtvile (graphie ORB).

## Histoire

### Antiquité

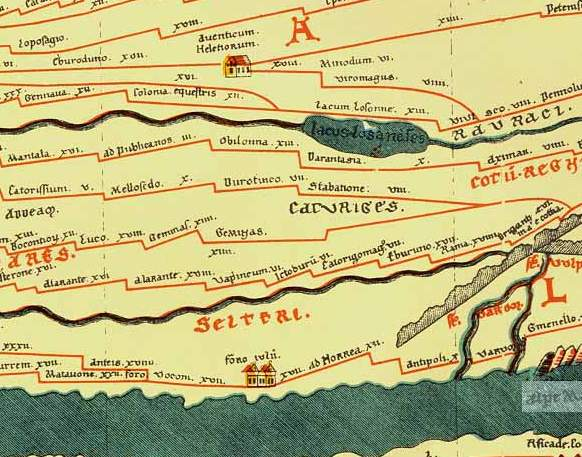
Vue partielle de la Table de Peutinger. Au centre la voie passant en Tarentaise par les cités : Axima (Aime) X. Darantasia (Moûtiers) XIII. Obilonna III. Ad Publicanos (Conflans, Albertville) XVI Mantala (Saint-Jean-de-la-Porte).

À l’époque romaine, le bourg sur le roc constituait un point important de la voie Milan-Vienne. Situé à la confluence de l’Arly et de l’Isère, les Romains baptisèrent la cité : « ad confluentes », d’où son nom. La plaine était quant à elle occupée par les douaniers et constituait le poste frontière de « ad publicanos » (du latin publicanus : le fermier d’impôt, ici, le douanier).

### Période médiévale

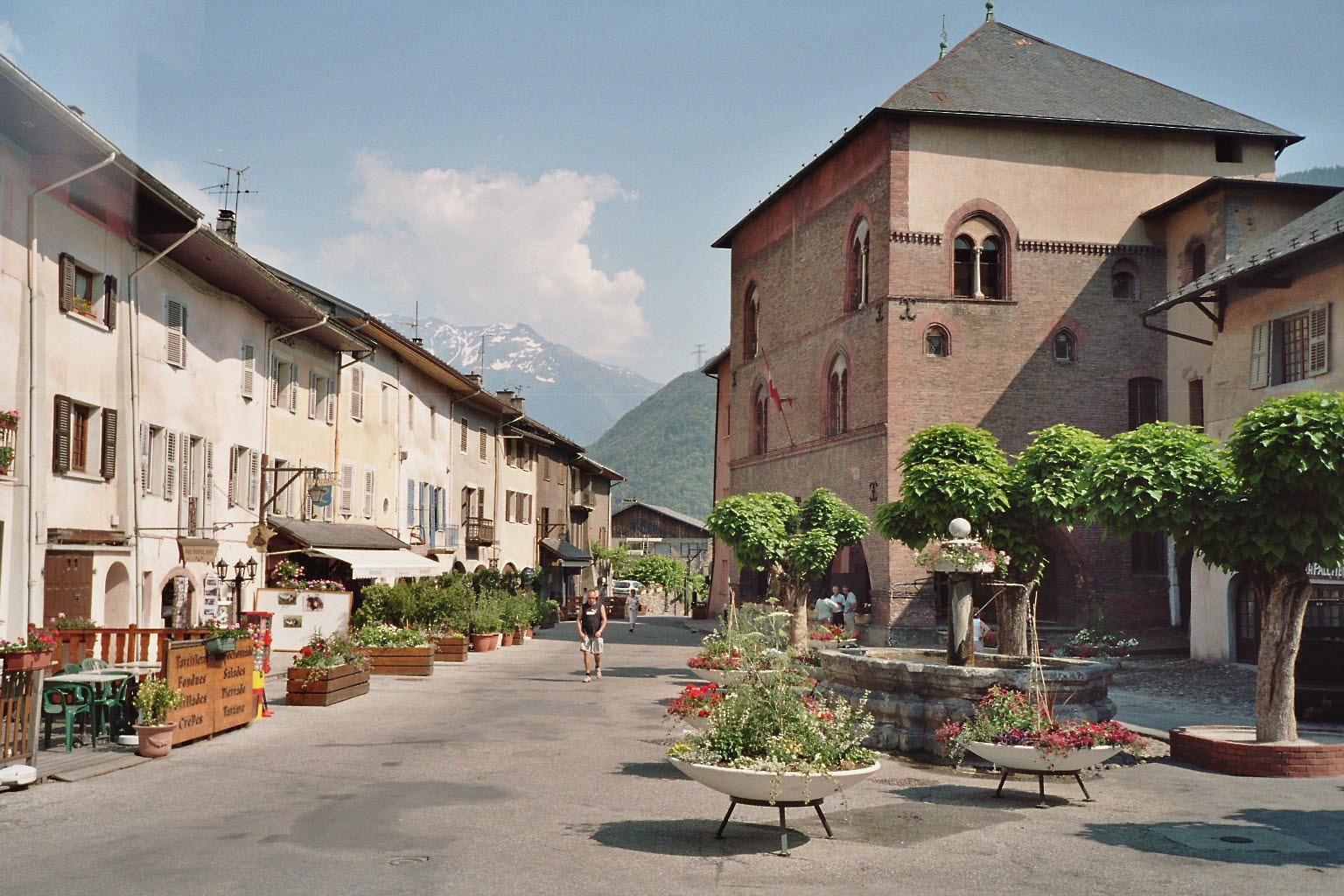
Conflans.

À la fin du XIIe siècle, les Hospitaliers de l'ordre de Saint-Jean de Jérusalem fondèrent une maison hospitalière pour accueillir les voyageurs et les pèlerins. Tout autour, un village se développe : L'Hôpital. En 1216, il est fait pour la première fois mention de l’Hôpital-sous-Conflans, puis, en 1287, la ville prend le nom de Villefranche de l’Hôpital.
Au cours des siècles, la ville, suivant les faits historiques de la Savoie, a appartenu aux comtes et ducs de Savoie, qui deviennent rois de Sardaigne, et a été quelquefois occupée par les armées françaises, jusqu’à la réunion à la France en 1860.

### Période contemporaine
En 1801, après la conquête de la Savoie par Bonaparte, elle prit temporairement le nom de Conflent.
Ce ne fut qu'en 1835, avec l'ordonnance du 19 décembre, que le roi de Sardaigne Charles-Albert réunit les deux bourgs de Conflans et de l'Hôpital pour former Albertville. « Dans l'intérêt réciproque des deux villes de Conflans et de l'Hôpital, il a été reconnu que leur réunion en un seul corps de communauté sera pour leurs habitants respectifs une somme d'avantages d'autant plus précieux qu'ils leur seront offerts par la nature même des lieux ». En 1965 la commune limitrophe de Saint-Sigismond fusionne avec Albertville et devient ainsi un quartier.
Au XXe siècle, l'industrie électrochimique est très forte grâce à la croissance rapide d'Ugine aciers, qui a produit la moitié de l'acier inox français.
Le 12 mars 2022 se produit un séisme de magnitude 4,5 et dont l'épicentre se trouve à Mercury, juste au nord-ouest d'Albertville. La secousse qui ne provoque ni dégât matériel, ni blessé est bien ressentie dans la région d'Albertville, d'Annecy, de Chambéry et dans la vallée de la Tarentaise et plus faiblement dans le reste des deux Savoie jusqu'au bord du Léman et en Isère, jusqu'à Grenoble.

### Jeux olympiques de 1992
Organisation des Jeux olympiques d'hiver de 1992, du 8 au 23 février 1992. Ouverture prononcée par le président François Mitterrand.

## Politique et administration

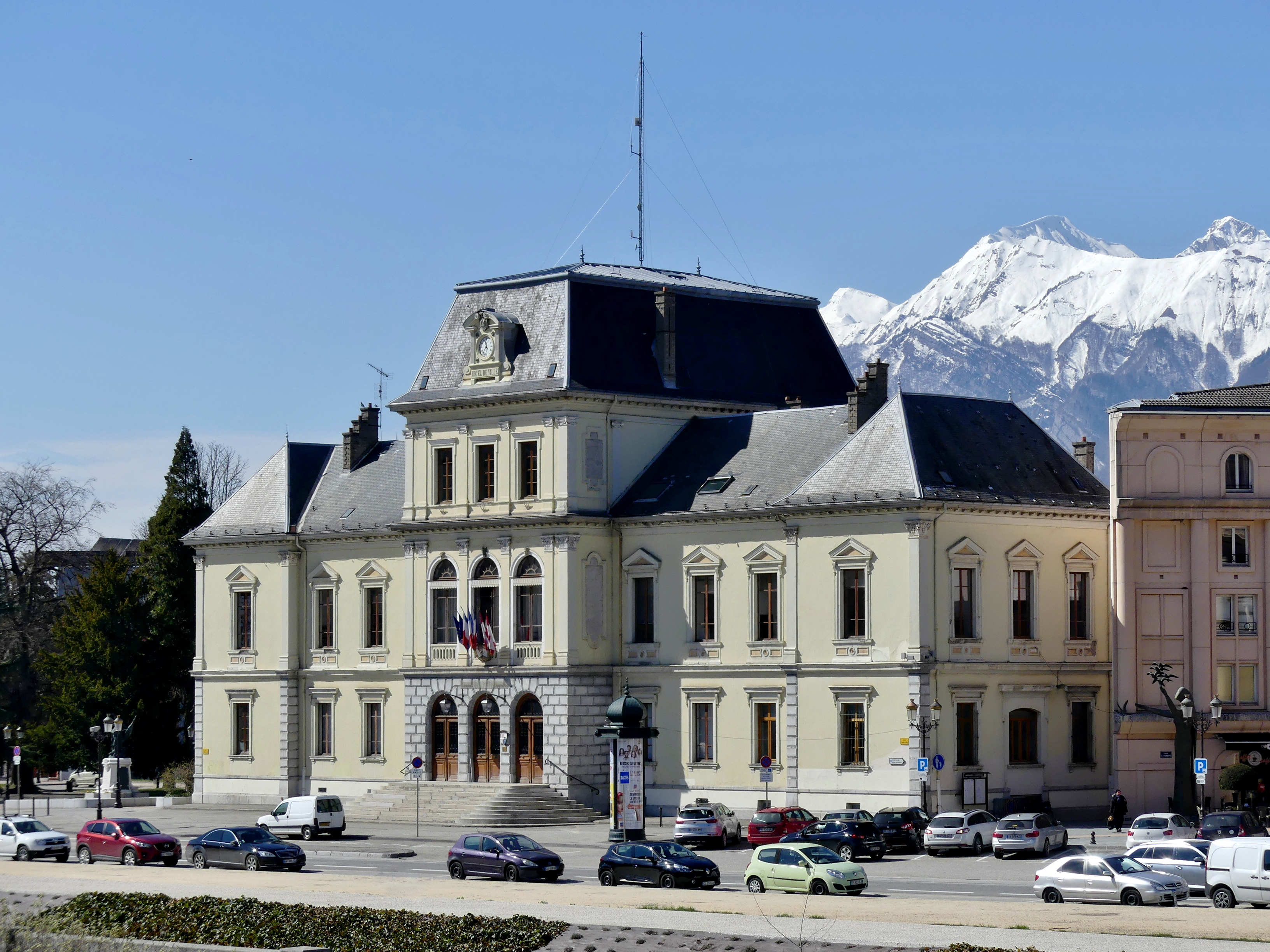
Hôtel de ville d'Albertville.

La ville d'Albertville est une sous-préfecture de la Savoie. Elle fait partie de la deuxième circonscription de la Savoie.
L'arrondissement d'Albertville est divisé en quatre cantons et une fraction de canton :
- canton d'Albertville-1 ;
- canton d'Albertville-2 (en partie) ;
- canton de Bourg-Saint-Maurice ;
- canton de Moûtiers ;
- canton d'Ugine.

Elle est également la ville centre de la communauté d'agglomération Arlysère.

### Tendances politiques et résultats
La ville d'Albertville est un bastion traditionnel de la droite. Elle est ainsi dirigée de 1958 à 2008 par Jean-Baptiste Mathias (UNR), Henri Dujol (RPR) et Albert Gibello (UMP). La liste d'union de la gauche conduite par Philippe Masure créé la surprise en l'emportant aux élections de 2008. Aux élections cantonales de 2011, les cantons d'Albertville-Nord et d'Albertville-Sud élisent tous les deux un conseiller général socialiste et en 2012, François Hollande obtient 50,68 % des voix au second tour de l'élection présidentielle. La ville est reprise par la droite en 2014.

### Administration municipale

#### Élection municipale de 2008
Lors des élections municipales de mars 2008, le taux de participation atteint 59,67 %. Au cours de cette élection à tour unique, la liste d'union de la gauche « Un nouvel élan pour Albertville » conduite par Philippe Masure recueille 50,96 % des suffrages tandis que la liste UMP « Albertville avec passion » menée par Albert Gibello n'en remporte que 49,04%.
À la surprise générale, Albertville, traditionnellement ancrée à droite, bascule à gauche de justesse (145 voix d'écart). Le résultat surprend d'autant plus que Philippe Masure était pratiquement inconnu des Albertvillois avant la campagne.
| Candidats      | Candidats       | Étiquette      | Premier tour | Premier tour |
| Candidats      | Candidats       | Étiquette      | Voix         | %            |
| -------------- | --------------- | -------------- | ------------ | ------------ |
|                | Philippe Masure | PS - PCF       | 3190         | 51,00        |
|                | Albert Gibello  | UMP            | 3070         | 49,00        |
| Inscrits       | Inscrits        | Inscrits       | 10939        | 100,00       |
| Abstentions    | Abstentions     | Abstentions    | 4412         | 40,33        |
| Votants        | Votants         | Votants        | 6527         | 59,67        |
| Blancs et nuls | Blancs et nuls  | Blancs et nuls | 267          | 4,09         |
| Exprimés       | Exprimés        | Exprimés       | 6260         | 95,91        |

Le conseil municipal se compose de 33 sièges ; 25 pour la liste « Un nouvel élan pour Albertville » et 8 pour la liste « Albertville avec passion ».
Il est composé du maire, de neuf adjoints, de quinze conseillers délégués et de huit conseillers municipaux d'opposition.

#### Élection municipale de 2014
Lors des élections municipales de mars 2014, le taux de participation lors du premier tour atteint 52,72 % (-6,95% par rapport à 2008). La liste UMP « Debout Albertville ! » menée par Martine Berthet recueille 43,60 % des suffrages tandis que la liste PS-EELV « Osons Albertville ! » conduite par Noëlle Aznar-Molliex remporte 27,37%. Le sans étiquette Michel Batailler et le candidat Front de gauche Stéphane Jay rassemblent respectivement 20,95% et 8,09% des voix.
Le second tour est une triangulaire au cours de laquelle le taux de participation s'élève à 55,25%. Martine Berthet l'emporte avec 49,95% des voix contre 33,91% pour Noëlle Aznar-Molliex et 16,14% pour Michel Batailler.
| Candidats      | Candidats            | Étiquette      | Premier tour | Premier tour | Second tour | Second tour |
| Candidats      | Candidats            | Étiquette      | Voix         | %            | Voix        | %           |
| -------------- | -------------------- | -------------- | ------------ | ------------ | ----------- | ----------- |
|                | Stéphane Jay         | FG             | 470          | 8,09         |             |             |
|                | Noëlle Aznar-Molliex | PS-EELV PCF    | 1590         | 27,37        | 2078        | 33,91       |
|                | Michel Batailler     | SE             | 1217         | 20,95        | 989         | 16,14       |
|                | Martine Berthet      | UMP            | 2533         | 43,60        | 3061        | 49,95       |
| Inscrits       | Inscrits             | Inscrits       | 11385        | 100,00       | 11386       | 100,00      |
| Abstentions    | Abstentions          | Abstentions    | 5383         | 47,28        | 5095        | 44,75       |
| Votants        | Votants              | Votants        | 6002         | 52,72        | 6291        | 55,25       |
| Blancs et nuls | Blancs et nuls       | Blancs et nuls | 192          | 3,20         | 163         | 2,59        |
| Exprimés       | Exprimés             | Exprimés       | 5810         | 96,80        | 6128        | 97,41       |

Le conseil municipal se compose de 33 sièges ; 25 pour la liste « Debout Albertville ! », 6 pour la liste « Osons Albertville » et 2 pour « Votez pour vous ! ».
Il est composé du maire, de neuf adjoints, de quinze conseillers délégués et de huit conseillers municipaux d'opposition.

#### Élection municipale de 2020
Lors des élections municipales de mars 2020, le taux de participation au premier tour est de 34.65 %, faible mobilisation dans un contexte de début de pandémie de Covid-19. Au cours de cette élection, la liste « Faire un beau futur pour Albertville » conduite par Frédéric Burnier Framboret est élue dès le premier tour avec 53.32 % des suffrages. La liste « Albertville Autrement » recueille 34.99 %.
| Candidats      | Candidats                  | Étiquette      | Voix   | %      | Sièges |
|                | Pierre Biguet              | SE             | 191    | 5,24   |        |
|                | Laurent Graziano           | PS-EELV-PCF    | 1 275  | 34,99  | 6      |
|                | Esman Ergül                | LREM           | 235    | 6,45   | 1      |
|                | Frédéric Burnier Framboret | SE             | 1 943  | 53,32  | 26     |
| Inscrits       | Inscrits                   | Inscrits       | 10 774 | 100,00 |        |
| Abstentions    | Abstentions                | Abstentions    | 7 041  | 65,35  |        |
| Votants        | Votants                    | Votants        | 3 733  | 34,65  |        |
| Blancs et nuls | Blancs et nuls             | Blancs et nuls | 89     | 2,38   |        |
| Exprimés       | Exprimés                   | Exprimés       | 3 644  | 97,62  |        |

### Liste des maires
Liste de l’ensemble des maires qui se sont succédé à la mairie d’Albertville :
| Période       | Période          | Identité                   | Étiquette    | Qualité                                                 |
| ------------- | ---------------- | -------------------------- | ------------ | ------------------------------------------------------- |
| 1958          | 1971             | Jean-Baptiste Mathias      | UNR          | Médecin, sénateur de la Savoie                          |
| 1971          | 1995             | Henri Dujol                | UDR puis RPR | Chirurgien                                              |
| 1995          | 2008             | Albert Gibello             | RPR puis UMP | Vice-président du conseil général                       |
| 2008          | 2014             | Philippe Masure            | PS           | Géologue.                                               |
| 2014          | 2017 (démission) | Martine Berthet            | UMP-LR       | Sénatrice de la Savoie Pharmacienne.                    |
| novembre 2017 | En cours         | Frédéric Burnier-Framboret | SE           | Géomètre-expert, suppléant du député LR Vincent Rolland |

### Instances judiciaires et administratives
- Une antenne de la Chambre de commerce et d'industrie de la Savoie.

 (juillet 2023).
- Un palais de justice (construit entre 1866 et 1870). Il comprend un tribunal correctionnel, des juridictions civiles (TGI et TI) un conseil des prud'hommes et une maison de la justice et du droit. Sur son tympan, la Justice trône au-dessus de la Loi. Elle tient la balance, entre la main de justice, symbole du pouvoir judiciaire à gauche et le glaive qui tranche, à droite. Le décor floral, le chêne et l’olivier renforcent ce symbolisme.
- Autrefois, une prison, construite au XIXe siècle, transformée en pénitencier militaire, ce dont témoigne la place du pénitencier. Elle se situe depuis 1992 au centre pénitentiaire d'Aiton (canton d'Aiguebelle), qui comprend une maison d'arrêt et un centre de détention pour hommes majeurs.

Il y avait aussi un bagne en dessous du fort supérieur d'Aiton à 16 km au sud-ouest d'Albertville. Le fort d'Aiton connut en effet une affectation spéciale, lorsque, en 1962, il reçut les « pensionnaires » du centre disciplinaire de l'armée française ou, plus précisément, la « compagnie spéciale des troupes métropolitaines », venue du sud de Colomb-Béchar (Algérie) et dissoute en 1972. Les bagnards subissent des mauvais traitements dont la presse et un livre se font l’écho,,,,. Un petit détachement de ce bagne de la valeur d'un peloton était employé à des travaux de génie dans le camp de Chambaran (Isère). Ils étaient revêtus de la tenue de 1940 (treillis blanc, calot à grandes pointes) et étaient chaussés de sabots.

### Politique environnementale
En mars 2008, l’équipe de Philippe Masure annonce la création d’un poste de premier adjoint au développement durable et étudie un projet de construction d’un « éco-quartier » place du pénitencier et d’une coulée verte.

### Jumelages
Le jumelage est une relation établie entre deux villes de pays différents qui se concrétise par des échanges socio-culturels. La ville d’Albertville est jumelée avec :
- Winnenden (Allemagne)

Elle entretient des pactes d’amitié avec :
- Aoste (Italie)
- Sainte-Adèle (Canada)

Elle entretient également des relations privilégiées avec :
- Poprad (Slovaquie)

## Population et société

### Démographie

#### Évolution démographique
L'évolution du nombre d'habitants est connue à travers les recensements de la population effectués dans la commune depuis 1793. Pour les communes de plus de 10 000 habitants les recensements ont lieu chaque année à la suite d'une enquête par sondage auprès d'un échantillon d'adresses représentant 8 % de leurs logements, contrairement aux autres communes qui ont un recensement réel tous les cinq ans,.

En 2022, la commune comptait 19 706 habitants, en évolution de +3,42 % par rapport à 2016 (Savoie : +3,63 %, France hors Mayotte : +2,11 %).
| 1793  | 1800  | 1806  | 1838  | 1848  | 1858  | 1861  | 1866  | 1872  |
| ----- | ----- | ----- | ----- | ----- | ----- | ----- | ----- | ----- |
| 1 251 | 1 303 | 1 450 | 3 406 | 3 801 | 3 896 | 4 018 | 3 897 | 4 398 |

| 1876  | 1881  | 1886  | 1891  | 1896  | 1901  | 1906  | 1911  | 1921  |
| ----- | ----- | ----- | ----- | ----- | ----- | ----- | ----- | ----- |
| 4 750 | 5 086 | 5 460 | 5 854 | 6 371 | 6 164 | 6 364 | 6 276 | 5 654 |

| 1926  | 1931  | 1936  | 1946  | 1954  | 1962   | 1968   | 1975   | 1982   |
| ----- | ----- | ----- | ----- | ----- | ------ | ------ | ------ | ------ |
| 6 103 | 6 548 | 7 126 | 7 137 | 8 426 | 12 159 | 15 739 | 16 961 | 16 970 |

| 1990   | 1999   | 2006   | 2011   | 2016   | 2021   | 2022   | - | - |
| ------ | ------ | ------ | ------ | ------ | ------ | ------ | - | - |
| 17 411 | 17 340 | 18 009 | 18 832 | 19 055 | 19 812 | 19 706 | - | - |

#### Pyramide des âges
En 2018, le taux de personnes d'un âge inférieur à 30 ans s'élève à 34,4 %, soit au-dessus de la moyenne départementale (33,6 %). À l'inverse, le taux de personnes d'âge supérieur à 60 ans est de 28,3 % la même année, alors qu'il est de 26,7 % au niveau départemental.
En 2018, la commune comptait 9 165 hommes pour 10 049 femmes, soit un taux de 52,30 % de femmes, légèrement supérieur au taux départemental (51,04 %).
Les pyramides des âges de la commune et du département s'établissent comme suit.
| Hommes | Classe d’âge | Femmes |
| ------ | ------------ | ------ |
| 1,3    | 90 ou +      | 2,5    |
| 7,6    | 75-89 ans    | 12,4   |
| 15,3   | 60-74 ans    | 17,2   |
| 19,5   | 45-59 ans    | 18,1   |
| 19,2   | 30-44 ans    | 18,0   |
| 17,9   | 15-29 ans    | 15,0   |
| 19,3   | 0-14 ans     | 16,8   |

| Hommes | Classe d’âge | Femmes |
| ------ | ------------ | ------ |
| 0,7    | 90 ou +      | 2      |
| 7,2    | 75-89 ans    | 9,9    |
| 17,1   | 60-74 ans    | 18     |
| 21,1   | 45-59 ans    | 20,4   |
| 18,9   | 30-44 ans    | 18,4   |
| 17,2   | 15-29 ans    | 15,1   |
| 17,7   | 0-14 ans     | 16,2   |

#### Ménages
Le nombre total de ménages albertvillois est de 9 417 (2019). Ces ménages ne sont pas tous égaux en nombre d’individus. Certains de ces ménages comportent une personne, d’autres deux, trois, quatre, cinq voire plus de six personnes. Voici ci-dessous, les données en pourcentage de la répartition de ces ménages par rapport au nombre total de ménages.
| Ménages de :                | 1 personne | 2 pers. | 3 pers. | 4 pers. | 5 pers. | 6 pers. ou + |
| --------------------------- | ---------- | ------- | ------- | ------- | ------- | ------------ |
| Albertville                 | 36,5 %     | 30,5 %  | 14,1 %  | 11,9 %  | 4,3 %   | 2,7 %        |
| Moyenne Nationale           | 31 %       | 31,1 %  | 16,2 %  | 13,8 %  | 5,5 %   | 2,4 %        |
| Sources des données : INSEE |            |         |         |         |         |              |

La démographie sur le bassin albertvillois, bien que stable depuis déjà plus de 30 ans, se porte plutôt bien. De nouveaux immeubles ont « fleuri » en quelques mois et l’on attend, sur Albertville, environ 2000 nouveaux habitants d’ici 2010.

### Enseignement
Albertville fait partie de l'académie de Grenoble.

#### Maternelle
Les écoles publiques :
- école Raymond-Noël (située au centre-ville, équipée des 84 m² de panneaux solaires) ;
- école de Saint-Sigismond ;
- école du Val-des-Roses ;
- école de la plaine d'Albertville ;
- école de la plaine de Conflans ;
- école du Champ-de-Mars.

Les écoles privées :
- école Saint-François.

#### Primaire
Les écoles publiques :
- école Albert-Bar ;
- école du Val-des-Roses ;
- école de la plaine d’Albertville ;
- école Raymond-Noël ;
- école du Champ-de-Mars ;
- école de la Plaine de Conflans.

Les écoles privées :
- école Saint-François.

#### Collèges
Les collèges publics :
- collège Jean-Moulin ;
- collège Pierre-Grange ;
- collège de la Combe-de-Savoie.

Collège privé :
- collège Jeanne-d’Arc.

#### Lycées
Les lycées publics :
- lycée Jean-Moulin, rénové en octobre 2008 (800 élèves).

Les lycées privés :
- lycée Jeanne-d’Arc (800 élèves).

#### Enseignement professionnel
- Établissement régional d’enseignement adapté (E.R.E.A) Le Mirantin
- Lycée professionnel Le Grand Arc.

### Manifestations culturelles et festivités
- Le Grand Bivouac est le festival du voyage et des découvertes partagées qui a lieu à Albertville chaque année à la fin octobre, avec des écrivains, reporters, photographes, ethnologues, réunis avec le public autour de dizaines d'évènements (films, conférences, apéros-rencontre, expositions, animations...). Les invités et les sujets proviennent du monde entier. Le Grand Bivouac comporte aussi un salon réservé aux professionnels du voyage-aventure.
- Albertville Jazz Festival[52] : le festival de Jazz d'Albertville dont la première édition a eu lieu en 2015.
- Neige et glace se déroulant fin novembre
- Festival de Musique Militaire en juillet

### Santé
Le Centre hospitalier intercommunal Albertville-Moûtiers (CHAM), comme de nombreuses infrastructures, a été construit à l’occasion des XVIe Jeux d’Hiver, en 1992.

### Sports
- Rugby à XV : Stade olympique Ugine Albertville qui a participé au Championnat de France de rugby à XV de 3e division fédérale 2012-2013. Il évolue en Régionale 2 - Championnat Territorial - Poule 1 lors de la saison 2022-2023.
- La Halle olympique, héritée des Jeux Olympiques, constitue un ensemble dédié aux manifestations sportives et culturelles. On y trouve comme élément principal une patinoire, mais également des terrains de tennis et des murs d’escalade. À ce titre, la Halle Olympique est le terrain de rencontres sportives mais aussi une salle de spectacle. De nombreux artistes, chanteurs et humoristes s’y arrêtent chaque année.
- Le parc olympique Henri-Dujol (anciennement parc du Sauvay, rebaptisé du nom de l’ancien maire de la ville de 1974 à 1995) comprend un ensemble de terrains pour de nombreuses pratiques sportives.

### Médias
La presse est représentée majoritairement par les grands quotidiens régionaux et notamment Le Dauphiné libéré. Plus localement, on trouve une presse assez riche, avec La Savoie, l’Essor savoyard, Le Messager, la Voix des Allobroges, Le Faucigny et bien d’autres. En plus des stations de radiophonie nationales, la ville est couverte par de nombreuses antennes locales dont France Bleu Pays de Savoie, ODS radio, Radio Altitude, Hot Radio, Montagne FM, Oxygène Radio… La télévision locale 8 Mont-Blanc diffuse des émissions sur les pays de Savoie. Régulièrement l’émission La place du village expose la vie locale du bassin aixois. C’est également le cas dans les informations locales de cette même chaîne télévisée ainsi que sur France 3 dans l’édition locale et régionale.

### Lieux de culte

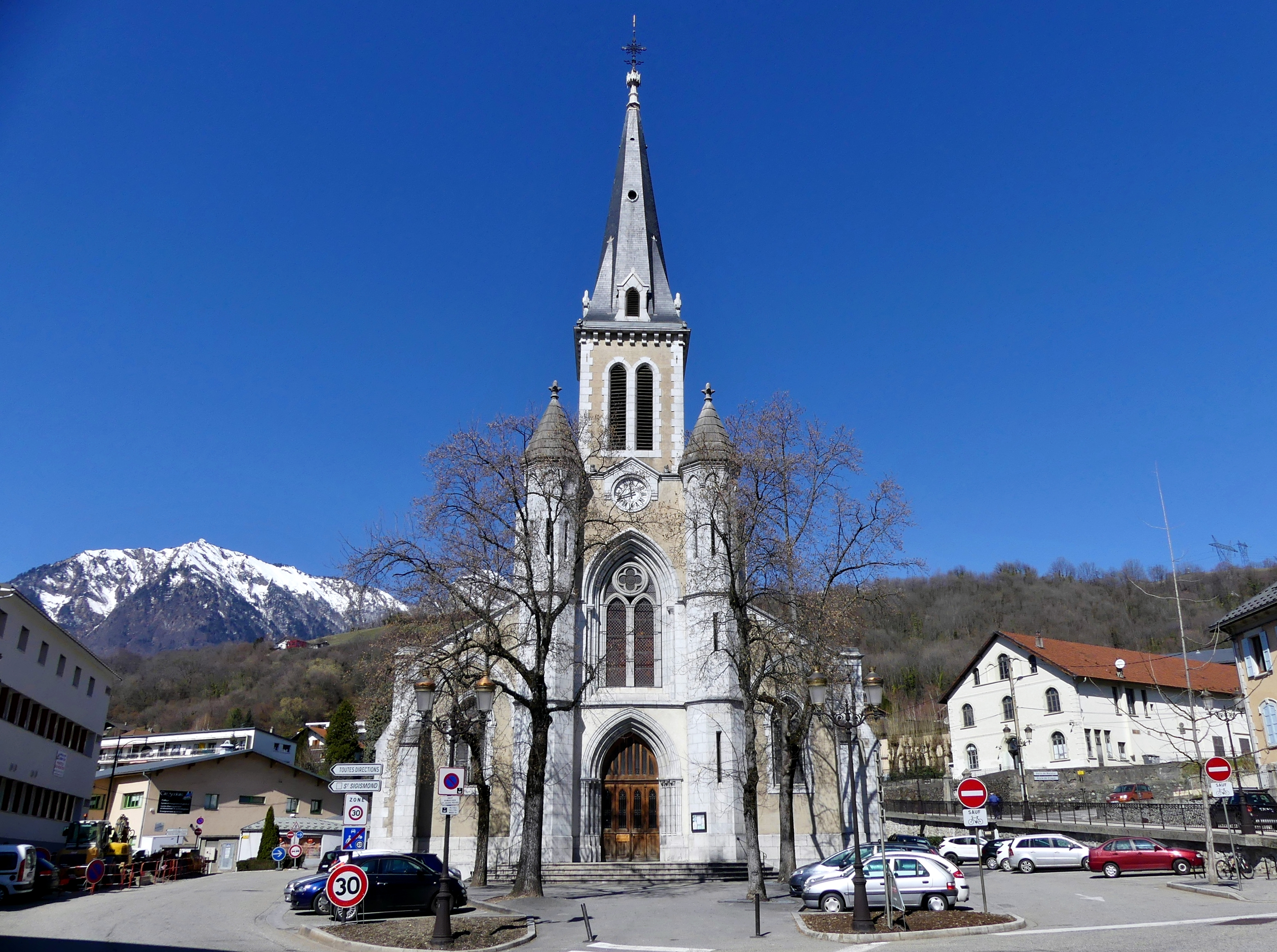
Église Saint Jean-Baptiste.

La ville compte de nombreux lieux de culte. Plusieurs confessions y sont représentées.
Liste non exhaustive des lieux de culte catholique :
- Église Sainte-Thérèse, avenue Sainte-Thérèse ;
- Église Saint-Sigismond, place Biguet de Saint-Sigismond ;
- Église Saint-Jean-Baptiste, place de l'Église ;
- Église Saint-Grat, Grande Place à Conflans ;
- Chapelle des capucins, chemin des Capucins à Conflans ;
- Chapelle Saint-Sébastien, montée Saint-Sébastien à Conflans ;
- Chapelle de Farette à Farette.

Liste non exhaustive des lieux de culte protestant :
- Église protestante évangélique, avenue Victor Hugo ;
- Salle du royaume, chemin de la Cassine.

Liste non exhaustive des lieux de culte musulman :
- Mosquée du Champ-de-Mars.

## Économie

### Revenus de la population et fiscalité
En 2004, les revenus moyens par ménages albertvillois est d’environ 14 118 €/an contre 15 027 €/an au niveau de la moyenne nationale.

### Emploi
La population active totale d’Albertville s’élève à 7 676 personnes. Le taux d’activité entre 20 et 59 ans est de 82 %, ce qui place la commune dans la moyenne nationale qui est de 82,2 %. On dénombre 1 102 chômeurs, ce qui en 1999 donna un taux de chômage de 14,4 %. En tout et pour tout, la population comprend 44,3 % d’actifs, 18,7 % de retraités, 22,8 % de jeunes scolarisées et 14,2 % de personnes sans activités. On dénombre environ 6 000 salariés dans l’industrie.
Répartition des emplois par domaine d’activité
|                             | Agriculteurs | Artisans, commerçants, chefs d’entreprise | Cadres, professions intellectuelles | Professions intermédiaires | Employés | Ouvriers |
| --------------------------- | ------------ | ----------------------------------------- | ----------------------------------- | -------------------------- | -------- | -------- |
| Albertville                 | 0,4 %        | 7,4 %                                     | 7,7 %                               | 21,2 %                     | 30,7 %   | 32,6 %   |
| Moyenne Nationale           | 2,4 %        | 6,4 %                                     | 12,1 %                              | 22,1 %                     | 29,9 %   | 27,1 %   |
| Sources des données : INSEE |              |                                           |                                     |                            |          |          |

### Tissu économique

#### Entreprises de l’agglomération
Le nombre d’entreprises et d’établissements total en 2004 était de 1 185. Albertville a atteint un nombre de 134 créations d’entreprises pour l’année 2004. Elle se situe ainsi au 339e rang national. On peut dénombrer principalement treize types d’établissements. Les établissements de l’industrie agricole et alimentaire représentent 2 % du nombre total d’entreprises avec un nombre de vingt-quatre, les industries des biens de consommation représentent 2 % avec vingt-quatre établissements, les industries des biens d’équipement une part de 1,2 % avec quatorze entreprises, l’industrie des biens intermédiaires comporte dix-huit entreprises soit 1,5 %, l’énergie s’élève à 1,4 % avec ses seize entreprises, la construction avec ses 113 entreprises représente 9,5 %, le commerce représente pas moins de 31 % du nombre total d’entreprises avec trois cent soixante-sept établissements, le transport comprend quarante et un établissements soit 3,5 %, les activités immobilières totalisent quinze entreprises soit 1,3 %, les services aux entreprises représentent 16,1 % avec cent quatre-vingt-onze établissements, les services aux particuliers comprennent cent quatre-vingt-quatre entreprises soit 15,5 % et enfin pour ce qui touche au dernier type d’établissement à savoir l’éducation, la santé et l’action sociale on dénombre cent soixante-dix-huit entreprises soit 15 % du nombre d’établissements total.
Parmi les entreprises qui ont choisi Albertville-Ugine-Tarentaise :
- MSI - Chaudronnerie Serrurerie
- Ugitech - laminage en acier inox (à Ugine) ;
- Kässbohrer - engins de damage de pistes (à Tours-en-Savoie) ;
- La Source du Verger - Jus de fruits (à Gilly-sur-Isère) ;
- Areva-Cezus - métaux réactifs ou réfractaires (Zirconium et Hafnium) (à Ugine) ;
- Timet - Titane ;
- UCAR/Graftech - usinage de graphite (électrodes de fours, applications industrielles…) (à Albertville) ;
- MSSA - sodium métal ;
- Descours & Cabaud - négoce de métaux ;
- InPact - Wafers en phosphure d’indium.
- SavoiePan - Fabrication de granulés et plaques de bois (à Albertville (Tournon))

La commune dispose de 17 zones industrielles sur 170 hectares dont 41 hectares de terrains disponibles.

#### Commerce

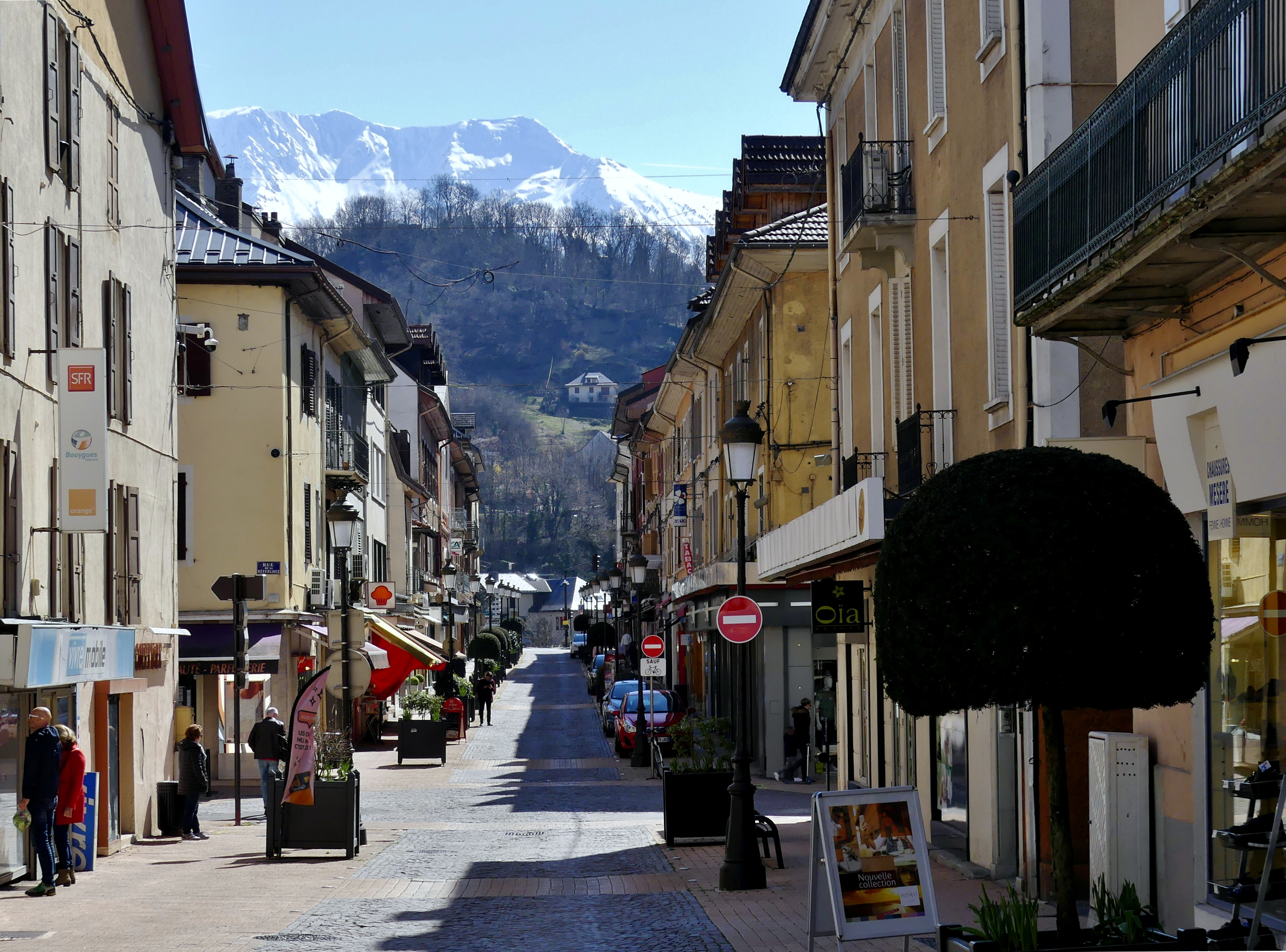
Rue Gambetta, une des rues commerçantes du centre-ville.

- Zone industrielle et commerciale du Chiriac : Kiabi, Géant Casino, Décathlon (groupe), Mac Donalds, Burger king, Intersport, la Boite à Outils, Botanic, Conforama, La Halle, GEMO, Redzone, Laurent Tissus, La Halle aux Chaussures, PMS
- Zone de Tournon : Habitat Déco Jardin "Côté Montagne", Intermarché.
- Centre-ville : très dense et diversifié par des commerces spécialisés.

#### Tourisme
Le développement touristique de la ville d'Albertville repose sur sa situation au carrefour de quatre vallées et plusieurs massifs, en amont de la Combe de Savoie, à l'aval de la vallée de la Tarentaise, mais aussi des massifs du Beaufortain et du Val d'Arly où se trouvent de nombreuses stations de sports d'hiver dont elle fut la capitale olympique en 1992, mais aussi de sa cité médiévale de Conflans. Le développement de l'activité touristique de la ville, remonte à 1946, avec la création d'un syndicat d'initiative. La structure promotionnelle devient la Maison du Tourisme du Pays d'Albertville. La valorisation du patrimoine urbain en lien avec la société des Amis du Vieux Conflans permet d'obtenir le label officiel « Ville d'art », en 2003.
En 2014, la capacité d'accueil de la commune, estimée par l'organisme Savoie Mont Blanc, est de 2 160 lits touristiques répartis dans 179 structures. Les hébergements se répartissent comme suit : 14 meublés ; 7 hôtels ; une structure d'hôtellerie de plein air ; un centre ou village de vacances/auberge de jeunesse ; un refuge ou gîte d'étape et trois chambres d'hôtes.

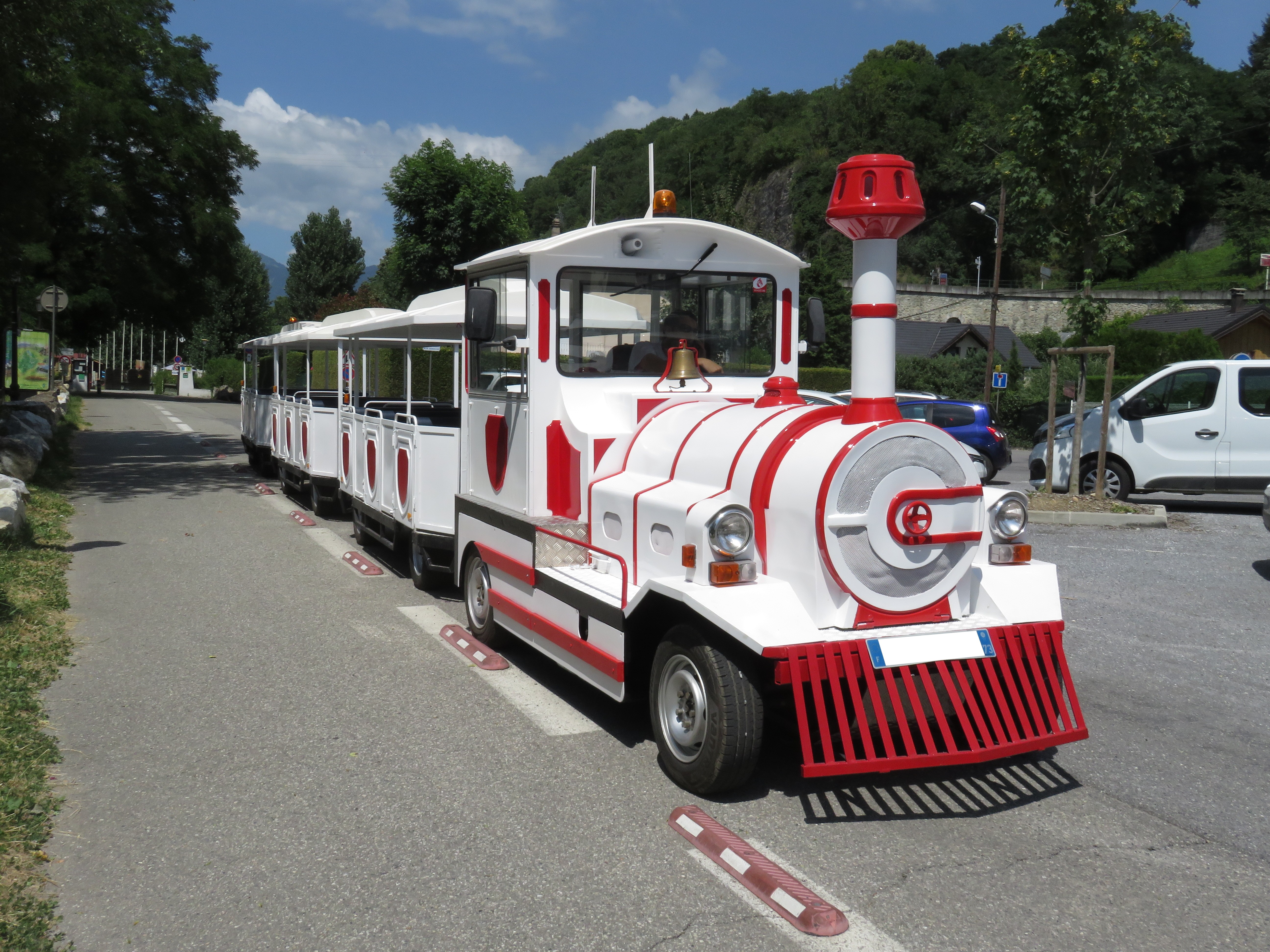
Le petit train touristique devant le camping en 6 2018.

En juin 2017, la mairie d’Albertville projette la mise en place d’un petit train électrique entre le centre-ville et la cité médiévale de Conflans afin de remplacer la ligne J du réseau d'autobus Transports Région Arlysère (Albertville↔Conflans) et un précédent petit train, dont l’exploitation avait cessé en 1973. Prévu pour mi-décembre, sa mise en service est finalement reporté à mi-juin, pour une période d’essai de trois mois, soit jusqu’à mi-septembre. Le petit train, acheté d’occasion en Charente-Maritime, commence à circuler le 26 juin 2018 et dessert, au cours d’une visite commentée de 45 minutes, quatre arrêts : l’hôtel de ville, qui est son point de départ, le camping des Adoubes, la cité médiévale de Conflans et la gare SNCF. D’une capacité de 74 personnes, il assure huit départs par jour, à l’exception du lundi, et la fin de la période d’essai est prévue pour le 16 septembre, la reconduction de cette attraction étant soumise aux résultats obtenus pendant l’été. Le manque de fréquentation contraint le propriétaire à cesser l’exploitation un mois et demi plus tôt, le 6 août, le petit train ayant embarqué moins de la moitié de la clientèle nécessaire pour couvrir les frais d’exploitation.

## Culture locale et patrimoine

### Lieux et monuments
La ville obtient le label officiel « Ville d'art », en 2003.

#### Patrimoine classé
La commune compte dix monuments répertoriés à l'inventaire des monuments historiques et aucun répertorié à l'inventaire général du patrimoine culturel. Par ailleurs, elle compte vingt-deux objets répertoriés à l'inventaire des monuments historiques et aucun répertorié à l'inventaire général du patrimoine culturel.

#### Période romaine
Sous l’occupation romaine, Albertville constituait probablement un poste frontière. Des fouilles archéologiques ont permis de mettre au jour une villa dans le village voisin de Gilly-sur-Isère. La voie romaine de Milan à Vienne, par le col du Petit-Saint-Bernard, passait par la ville.

#### Période médiévale
- Maison à tourelles à Albertville.

##### Cité médiévale de Conflans
- Château de Conflans[69].
- La maison forte de La Cour (mentionnée dès le XIIe siècle) dont ne reste que la tour sarrasine[70],[71].
- Remparts du XIVe siècle.
- château de Costaroche (fin du XVIe siècle), dit de Manuel de Locatel[72].
- château Rouge ou maison forte du Noyer (fin du XIVe siècle)[73],[74].
- La Maison Rouge (fin du XIVe siècle), actuel Musée d'art et d'histoire[75].
- Église Saint-Grat, reconstruite après un incendie entre 1700 et 1720, associant les styles baroque et néoclassique
- Monastère Saint-Joseph de Conflans.

### Patrimoine naturel et fleurissement
La commune est une « Villes-Portes » du parc naturel régional du Massif des Bauges, qui a obtenu en septembre 2011 le label international soutenu par l’UNESCO, Geopark, devenant ainsi la 1re réserve cynégétique (faune sauvage) et 3e Géopark de France (87e mondial). La communauté d'agglomération Arlysère est également liées à celui-ci par l'intermédiaire de ses communes membres.
En 2014, la commune d'Albertville a été récompensée par le « Concours des villes et villages fleuris » avec trois fleurs en gagnant une fleur par rapport aux ans passés.

### Patrimoine culturel

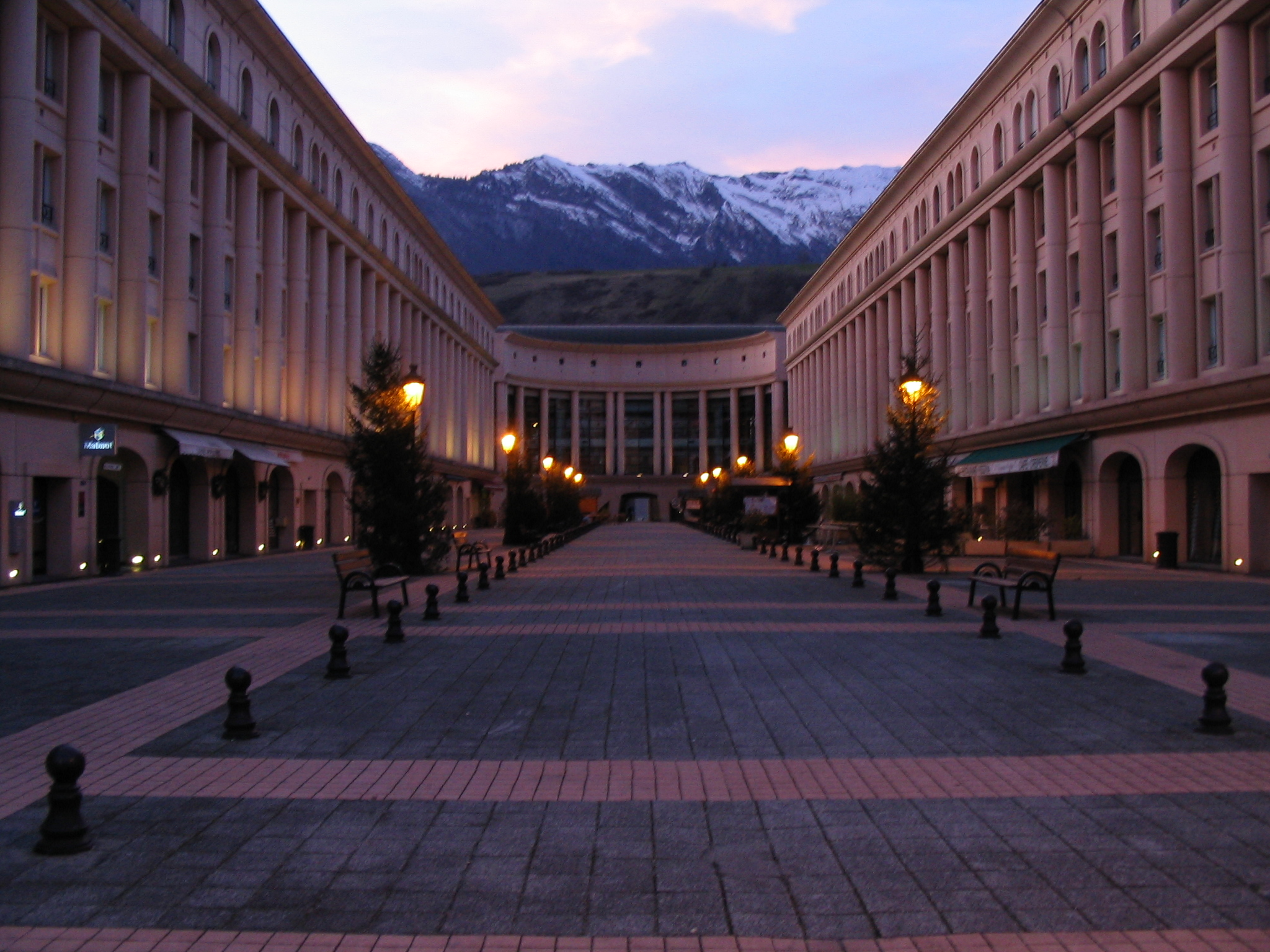
Place de l’Europe.

De nombreux lieux sont consacrés à la culture :
- musée d’ethnographie et d’histoire (Château Rouge) ;
- musée savoisien ;
- archives tarines (château Manuel) ;
- Maison des Jeux olympiques, fondé en octobre 1992 ;
- centre culturel du Dôme, édifice monumental érigé pour les Jeux Olympiques et abritant un cinéma, un théâtre et une médiathèque. Il s’articule autour d’une place très appréciée des Albertvillois : la place de l’Europe.

Le tissu associatif offre à la ville un visage culturel multiple grâce notamment aux structures suivantes :
- le centre social et culturel InterVal'. Il sera contraint à la fermeture en mai 2007. La justice ordonnera une liquidation judiciaire et le licenciement des 22 salariés restant. La fermeture est la conséquence du non-renouvellement à hauteur de l’exercice précédent d’une subvention municipale.[réf. nécessaire] ;
- la compagnie de théâtre ;
- l'orchestre d’harmonie d’Albertville ;
- l'école intercommunale de musique et de danse (EIMD) ;
- le festival du voyage Le Grand Bivouac ;
- la Société des Amis du Vieux Conflans.

Le monument aux morts des résistants de la Seconde Guerre mondiale d'Albertville et de Beaufort a été réalisé par le sculpteur Philippe Besnard.

### Vie militaire
Unités ayant été stationnées à Albertville :
- 22e bataillon de chasseurs alpins, 1906 ;
- 7e bataillon de chasseurs alpins, 1922-1939.

Dans les années 1870-1880, des fortifications furent construites autour d'Albertville pour en faire une place forte en cas d'attaque italienne : le fort de Tamié, le fort de Villard, les batteries des Granges, la batterie de Lançon, les batteries de Conflans, le fort du Mont, le blockhaus du Laitelet, le blockhaus des Têtes, le fort de Lestal et le blockhaus de l'Alpettaz.

### Personnalités liées à la commune
- François Gravin (1845-1921), homme politique, maire d'Albertville en 1884, sénateur de la Savoie de 1891 à 1920.
- Louis Girod (1856-1922), homme politique, député de Seine-et-Marne de 1902 à 1906, maire de Nemours.
- Jean Moulin (1899-1943), sous-préfet d’Albertville (1925-1930), chef de la Résistance française.
- Serge Dalens (1910-1998, natif), écrivain et magistrat.
- Henry Bernard (1912-1994, natif), architecte et urbaniste.
- Jean-Baptiste Mathias (1913-1974), ancien maire d'Albertville, sénateur de la Savoie.
- Georges Lamarque (1914-1944), Résistant, compagnon de la Libération[80]
- Paul Giguet, (1915-1993), coureur cycliste français.
- Henri Dujol (1922-2006), ancien maire d'Albertville (1971-1995).
- Henri Marescaux (1943-2021), général d'armée.
- Gérard Mourou (1944), prix Nobel de physique.
- Albert Gibello (1947), ancien maire d'Albertville (1995-2008).
- Michel Barnier (1951), étudiant au lycée Jean-Moulin, homme politique, ministre, commissaire européen.
- Stéphane Boujnah (1964, natif d'Albertville), président du directoire d'Euronext.
- Jean-Luc Crétier (1966, natif), skieur alpin français, champion Olympique (1998).
- Maxence Fermine (1968, natif), écrivain.
- David Grumel (1971, natif), pianiste et compositeur.
- Rémi Deval (1987, natif), humoriste.
- Jérôme Jarre (1990, natif), vidéaste[81].
- Sylvain Michel (1991, natif), pilote de rallye, champion de France des rallyes 2016, champion de France des rallyes sur terre 2018
- Justine Braisaz (1996, native), biathlète.
- Roy Piccard (1993, natif), skieur alpin français
- Johanna Bœuf (1997, native), skieuse alpine français

### Héraldique
| Armes d’Albertville | Les armes d’Albertville se blasonnent ainsi : Parti : au 1) de gueules à la croix d'argent cantonnée à la pointe senestre d'une tour de même, au 2) coupé d'argent et d'azur à l'ancre de sable chargée d'une gerbe de blé d'or, brochant sur le tout. Elles représentent la réunion de deux localités : - Conflans : Les armes de Savoie avec une tour représentant les fortifications. - L’Hôpital : Le bleu représente les rivières, l’ancre le flottage du bois et les activités portuaires et la gerbe l’extension des champs grâce à l’endiguement de l’Arly. |  |